# Consolidated B-24 Liberator
El Consolidated B-24 Liberator (‘Libertador’ en español) fue un bombardero pesado estadounidense de los años 1940, diseñado y construido en gran parte por la compañía Consolidated Aircraft de San Diego, California. El B-24 finalizó la Segunda Guerra Mundial como el avión estadounidense más fabricado de la historia, con más de 18 000 ejemplares, gracias en gran medida a Henry Ford y al aprovechamiento de la industria de Estados Unidos, y aún mantiene el récord de avión militar estadounidense más producido. El B-24 fue usado por varias fuerzas aéreas y armadas de los países Aliados de la Segunda Guerra Mundial, y por todas las ramas de las Fuerzas Armadas de los Estados Unidos durante la guerra, consiguiendo un distinguido historial de guerra con sus operaciones en los escenarios Europeo Occidental, del Pacífico, del Mediterráneo y de China-Birmania-India.
A menudo comparado con el más conocido Boeing B-17 Flying Fortress, el B-24 fue un diseño más moderno con una velocidad punta más elevada, un mayor alcance, y una capacidad para una carga de bombas más pesada; sin embargo, también era más difícil de pilotar, con fuerzas de control más intensas y escasas características para la formación en el pilotaje. La opinión popular entre los tripulantes y el personal tendían a favorecer la robustez del B-17 por encima de cualquier otra consideración en el Teatro Europeo. La colocación de los depósitos de combustible del B-24 a través de todo el fuselaje superior y su construcción de peso reducido, diseñado para incrementar el alcance y optimizar el ensamblaje en la línea de producción, hicieron al avión más vulnerable en combate. El B-24 tenía mala fama entre los tripulantes estadounidenses por su tendencia a incendiarse. Por otra parte, su ala Davis montada en la parte superior del fuselaje también suponía peligrosidad en aterrizajes de emergencia, ya que el fuselaje tendía a romperse y separarse. No obstante, el B-24 proporcionó un excelente servicio en diversas funciones gracias a su gran carga útil y largo alcance.
La misión más conocida llevada a cabo por aviones B-24 fue la Operación Tidal Wave, un ataque contra las refinerías petrolíferas de Ploiesti en Rumanía, el 1 de agosto de 1943, que se convirtió en un desastre.
También sirvió como bombardero de patrulla marítima en la Armada de los Estados Unidos, bajo la designación PB4Y-1 Liberator junto con el modelo derivado PB4Y-2 Privateer. Otro modelo derivado del B-24 fue el avión de transporte pesado C-87 Liberator Express.

## Diseño y desarrollo

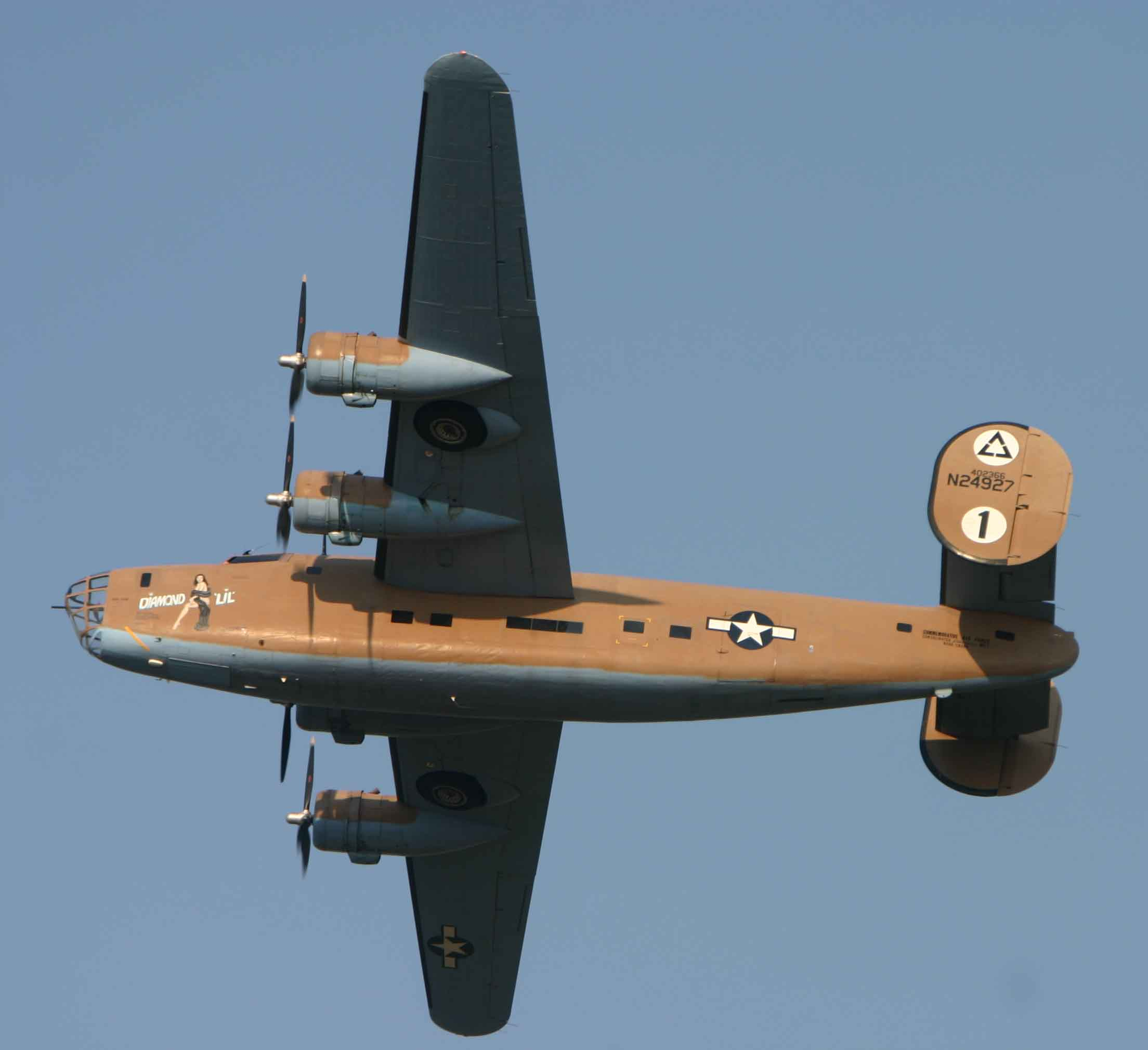
B-24 (LB-30B) ex-"Diamond Lil" configurado como B-24A en 2007.

Los orígenes del Liberator se remontan a mediados de la década del treinta, época en que proyectos como el Boeing XB-15 y el Douglas XB-19 proporcionaron conocimientos mucho más amplios acerca del "gran bombardero". El Liberator representaba la generación siguiente y su desarrollo se aceleró a consecuencia de la tensa situación política en Europa, y la creciente amenaza de la belicosidad japonesa. En enero de 1939, el Cuerpo Aéreo del Ejército de los estados Unidos pidió a la Consolidated Aircraft Corporation que preparara un proyecto de diseño de un bombardero pesado con prestaciones superiores a las del B-17.
Lo que el Ejército estadounidense quería era un bombardero con una más velocidad, techo y alcance que el B-17. Pero esto todavía estaba fuera de lo que de podía conseguir con la tecnología existente. Consolidated convencería a los generales del Ejército y el USAAC de adoptar el diseño de lo que acabaría siendo el B-24. El proyecto del bombardero siguió en la mente de los mandos de las USAAF, y pocos años después lo tendrían con el B-29 Superfortress, cuando ya los avances en tecnología aeronáutica lo permitieron.
Al poco tiempo, la Consolidated presentaba un proyecto de diseño, que identificaba como Consolidated Model 32 y, dado que lo principal era la gran autonomía, el diseño giraba en torno al ala Davis, que la compañía había introducido por primera vez en el del hidroavión Consolidated Model 31 (XP4Y), del que estaba a punto de completarse un prototipo. En cuanto a la decisión de seguir adelante con la construcción del prototipo del Model 32, el Ejército estadounidense fue tan rápido como la Consolidated, y cuando el 30 de marzo se firmó el contrato, mantuvieron el mismo ritmo, insistiendo en que la construcción del prototipo, denominado XB-24, debía terminarse a finales de ese año. La compañía consiguió el objetivo y el 29 de diciembre de 1939 el prototipo realizaba su primer vuelo.
El XB-24 era de tamaño menor que el B-17 Fortress, excepto en la envergadura; en cuanto a la superficie alar, la del XB-24 era aproximadamente un 26% menor, lo que acentuaba el elevado alargamiento del ala Davis. A fin de conseguir la máxima capacidad en el interior de la estructura del fuselaje, el ala era de implantación alta, y se le agregaron flaps de borde de fuga tipo Fowler de gran envergadura para obtener buena maniobrabilidad a baja cota y una velocidad aceptable de aterrizaje. Todo el diseño del avión se hizo alrededor del ala Davis, que le proporcionaba al avión sus excelentes prestaciones.
La construcción del fuselaje era convencional, pero de sección profunda que permitiera la instalación de una bodega capaz de albergar 3629 kg de bombas almacenadas verticalmente. El compartimiento estaba dividido en dos secciones por una viga ventral inferior del fuselaje, que la tripulación utilizaba como pasarela para trasladarse de la sección de proa a popa. La característica más insólita de la bodega de bombas consistía en las puertas de accionamiento por engranajes, que se arrollaban dentro del fuselaje cuando se abrían para el lanzamiento, de modo que causaban menos resistencia que las puertas de las bodegas convencionales de bombas. La cola, con estabilizadores rematados en derivas y timones de dirección ovales, fácilmente reconocibles, era semejante en términos generales a la que se había desarrollado para el hidrocanoa Model 31. Un tren de aterrizaje triciclo retráctil y cuatro motores Pratt & Whitney R-1830-33 Twin Wasp de 1200 hp completaban la configuración básica. El B-24 sería también el primer bombardero pesado norteamericano en utilizar el tren de aterrizaje triciclo.
B-24A/Liberator Mk I/II (Consolidated LB-30)
Antes de que el prototipo hubiera realizado su primer vuelo, la Consolidated ya había comenzado a recibir pedidos de este nuevo bombardero. Estos incluían 7 ejemplares YB-24 de evaluación y 36 modelos B-24A de la serie inicial para el USAAC, así como 120 aviones para una misión de compra francesa. Las primeras pruebas de vuelo resultaron satisfactorias, pero era necesario cierto desarrollo para cumplir con las especificaciones del USAAC, que exigían mayor velocidad.
Durante 1940, al XB-24 siguieron los siete YB-24 para pruebas de servicio, los cuales se diferenciaban del prototipo en que tenían fundas neumática antihielo en los bordes de ataque alares, de los estabilizadores y las derivas. Cuando el primer avión de serie empezaba a salir de la línea de montaje de San Diego, Francia ya había capitulado, y el avión de su pedido inicial fue terminado según las exigencias británicas, tal como se especificaba en un pedido de 164 ejemplares, posterior al de 120 que hiciera Francia; más tarde, el pedido francés fue transferido a Gran Bretaña.
La RAF denominó Liberator a su nuevo bombardero, que más tarde adoptaron también las USAAF, y el primer ejemplar (el AM258) realizó su vuelo inaugural el 17 de enero de 1941. Sin embargo, la Consolidated los denominó LB-30A con la indicación Liberator para las especificaciones técnicas británicas, y en marzo de 1941, en vuelo directo a través del Atlántico Norte, llegaban a Gran Bretaña los seis primeros ejemplares de este avión. Estos aparatos iniciales fueron utilizados primero por la BOAC, y luego por el Mando de Transporte (Ferry Command) de la RAF, como aparatos de transporte desarmados. La remesa siguiente, que se recibió a mediados de 1941, se unió a la RAF con la denominación Liberator Mk I para prestar servicio en el Mando Costero; Gran Bretaña modificó estos aviones para equiparlos con una forma primitiva de radar ASV (Air-to-Surface Vessel, aire-buque de superficie) e incrementar el armamento normal de cinco ametralladoras de 7,7 mm mediante la inclusión de un contenedor para cañones adosado debajo del fuselaje, delante de la bodega de bombas, que albergaba cuatro cañones de 20 mm. En junio de 1941, el Liberator Mk I comenzó a equipar al 120 Squadron del Mando Costero, y fue el primer avión de la RAF con suficiente autonomía como para salvar la "brecha del Atlántico", esa zona del océano en la que, hasta entonces, los convoyes marítimos quedaban fuera del alcance del apoyo aéreo, tanto desde América del Norte como desde Gran Bretaña.
En el mismo mes, las USAAF comenzaron a recibir sus primeros B-24A, los cuales, plagiando el cometido que realizaban los LB-30A en Gran Bretaña, fueron destinados al Mando de Transporte del Cuerpo Aéreo (Air Corps Ferrying Command), que en el Atlántico Norte cumplía un servicio similar al del Ferry Command de la RAF. Sin embargo, la primera y verdadera versión operativa de bombardeo fue el Liberator Mk II (Consolidated LB-30), que careció de equivalente en las USAAF. Ante todo, este aparato se diferenciaba del Liberator Mk I en que se había alargado la sección delantera del fuselaje en 0,79 m, acomodaba 10 tripulantes y llevaba instaladas torretas eléctricas Boulton Paul, cada una de las cuales albergaba cuatro ametralladoras de 7,7 m, en posiciones caudal y dorsal. La RAF recibió 139 ejemplares de esta versión cuando, en junio de 1942, los Nos. 159 y 160 Squadrons comenzaron a operar con sus Liberator en Oriente Medio, y fueron los primeros en utilizar este avión en misiones de bombardeo.
B-24C/B-24D/Liberator Mk III/PB4Y Privateer
Mientras, el prototipo XB-24 había sido modificado a un estándar de XB-24B, e introducía depósitos de combustible autosellantes y blindaje, pero el progreso más significativo consistía en la instalación de motores turboalimentados R-1830-41. Esta característica nos conduce al segundo rasgo fácilmente identificable del Liberator, sus góndolas elípticas, que se introdujeron a causa de la instalación de los refrigeradores de aceite a los lados de los capós frontales de los motores. Con la introducción de estas características, más las torretas dorsal y de cola, cada una con dos ametralladoras de accionamiento manual originales en los dos puestos laterales y en el morro, se produjeron nueve aviones para las USAAF con la denominación B-24C.
A estos les siguieron los B-24D, la primera variante importante de serie y la primera que se utilizó de forma operativa en los escuadrones de bombardeo de las USAAF. En un principio, este modelo se diferenciaba del B-24C por la instalación de motores R-1830-43, pero en las partidas siguientes de ejemplares de serie se introdujeron mejoras en el armamento, depósitos auxiliares de combustible en la sección externa alar y bodega de bombas, y, en algunos de los últimos ejemplares de serie, soportes externos para bombas bajo la sección interna alar al objeto de transportar dos bombas de 1814 kg. En la RAF, los B-24D recibieron la denominación Liberator Mk III, mientras que con la denominación Liberator Mk IIIA se identificaba a un avión semejante con armamento y equipo norteamericanos que se recibió a raíz de la ley de Préstamo y Arriendo. La mayoría de los Liberator Mk III/IIIA prestaron servicio en el Mando Costero, donde equiparon un total de 12 escuadrones. En Gran Bretaña se introdujeron amplias modificaciones en 122 ejemplares, a los que se instaló equipo de radar ASV, que incluía radomos ventrales retráctiles y de barbeta, un reflector Leigh para la iluminación de blancos durante la noche (en especial submarinos emergidos) y mayor cantidad de combustible, pero en cambio se redujo el armamento. Estos aviones recibieron la designación Liberator GR.Mk V. A algunos se les añadieron pequeñas alas embrionarias en la sección anterior del fuselaje a fin de que pudieran llevar ocho cohetes.
Las USAAF también utilizaron B-24D en misiones antisubmarinas, y en 1942 la Armada estadounidense comenzó a recibir pequeñas cantidades de esta versión bajo la denominación PB4Y-1. Sin embargo, a finales de agosto de 1943, las USAAF disolvieron su Mando Antisubmarino, y entregó sus aviones a la Armada a cambio de un número equivalente de aviones en configuración de bombarderos, que se fabricarían en razón de los pedidos pendientes de la misma. A estos B-24 retirados de las USAAF, que fueron equipados con radar ASV, la Armada también les denominó PB4Y-1. Más tarde, este servicio adquirió el PB4Y-2 Privateer, especialmente desarrollado, que introducía una nueva cola con solo una deriva mayor y timón, una sección anterior de fuselaje prolongada, cambios en el armamento a fin de dotar al aparato con un máximo de 12 ametralladoras de 12,7 mm e instalación de motores Pratt & Whitney R-1830-94 Twin Wasp sin turbocompresores.
El fracaso de Ploesti
En junio de 1942, empezaron a emplearse en Oriente Medio los B-24D de las USAAF; una de sus primeras operaciones consistió en el bombardeo, por parte de 13 de estos aviones, de los yacimientos petrolíferos rumanos de Ploesti, realizado el 11/12 de junio de 1942. Los 13 aviones realizaron lo que las USAAF calificaron como "ataque fallido", ya que su único logro consistió en que las defensas antiaéreas advirtieran su vulnerabilidad. Debido a este percance, en agosto de 1943 la historia fue muy diferente: en esa fecha la 8.ª y 9.ª Fuerzas Aéreas enviaron 177 B-24 contra el mismo objetivo. Aunque la incursión resultó "más eficaz" en cuanto a los daños causados, la fuerza que partió de Bengasi perdió 55 Liberator, otros 53 resultaron dañados y 440 tripulantes murieron o fueron dados por desaparecidos.
Variantes de transporte y reconocimiento
En esa época, por supuesto, la Consolidated fabricaba un gran número de B-24 en las factorías de San Diego y Fort Worth, así como la Douglas Aircraft Company en Tulsa y la Ford en Willow Run. A mediados de 1942, comenzaron a aparecer las primeras variantes de transporte, en las que se habían suprimido los puestos de tiro de proa y popa, con una gran puerta de carga a babor del fuselaje y acomodo para pasajeros y carga. Las USAAF adquirieron 276 ejemplares bajo la denominación C-87, con capacidad para cinco tripulantes y 20 pasajeros; otros 24 aviones semejantes, pero con ventanas laterales, prestaron servicio en el Mando de Transporte de la RAF como Liberator C.Mk VII, mientras los ejemplares que volaron para la Armada estadounidense recibieron la designación RY-2. Otros aviones similares, pero con motores R-1830-45 y equipados como transportes VIP, recibieron el código RY-1 por la Armada y C-87A por las USAAF. La Armada estadounidense también adquirió 46 ejemplares de una variante de transporte denominada RY-3, y a comienzos de 1945 se entregaron 27 aviones similares para prestar servicio en el Mando de Transporte de la RAF. El avión cisterna C-109 fue una versión logística especial, que se utilizó para transportar 10 977 litros de combustible de aviación a través de la "joroba" del Himalaya, para avituallar a los Boeing B-29 Superfortress que operaban en China desde bases avanzadas. En 1943 también se produjo un prototipo XF-7 para una versión de reconocimiento, en el que se habían eliminado los soportes para bombas y se habían instalado depósitos de combustible adicionales en la sección delantera de la bodega de bombas. Los F-7 se usaron ampliamente en el Pacífico, y las versiones posteriores, el F-7A y el F-7B, se distinguían por sus instalaciones fotográficas.
Consolidated B-24E/G/H/J/L/M y experimentales
El primer avión de serie procedente de la planta de la Ford en Willow Run fue el B-24E, semejante en general al B-24D, aunque presentaba diferentes hélices y otros cambios de detalle; la Consolidated y la Douglas también fabricaron esta versión, y algunos ejemplares llevaban motores R-1830-65. Le siguió el B-24G, cuyos ejemplares, excepto los 25 primeros, introducían torreta superior de proa y el morro del fuselaje alargado en 0,25 m. Estos aparatos procedían de una nueva línea de producción de la North American Aviation, en Dallas, Tejas. Un avión semejante, que producían Consolidated en Fort Worth, Douglas y Ford, se denominó B-24H.
La principal variante de producción fue la B-24J (se construyeron 6678 ejemplares), que salió de las cinco líneas de producción, y que solo se diferenciaba del B-24H en detalles secundarios. Los B-24H y los B-24J entregados a la RAF de acuerdo con la ley de Préstamo y Arriendo recibieron la denominación Liberator GR.Mk VI cuando el Mando Costero los equipó para el reconocimiento marítimo/ASW, o Liberator GR.Mk VII cuando se usó como bombardero pesado en el Medio y Lejano Oriente. Los que utilizó la Armada estadounidense fueron identificados como PB4Y-1.
Las versiones finales de serie fueron el B-24L, semejante al B-24D, en el que se reemplazó la torreta de cola por dos ametralladoras de 12,7 mm de accionamiento manual, de este avión la Consolidated de San Diego construyó 417 ejemplares y la Ford 1250; y el B-24M, cuya diferencia con el B-24J residía en la diferente torreta de cola. La Convair fabricó 916 ejemplares de esta última versión en San Diego, y la Ford otros 1677.
Otras variantes singulares fueron un B-24D que contaba con un sistema térmico antihielo experimental y que se conoció como XB-24F; el prototipo XB-24K de la versión de empenaje único vertical debía producirse en grandes cantidades, como el B-24N, pero solo llegaron a construirse el prototipo XB-24N y siete YB-24N para pruebas de servicio antes de que el 31 de marzo de 1945 la producción tocara a su fin; y el único bombardero de escolta experimental XB-41, armado con catorce ametralladoras de 12,7 mm y convertido para entrenamiento de ingenieros de vuelo con la denominación AT-22 (más tarde TB-24). Al terminar la guerra la mayoría de los Liberator de las USAAF fueron declarados excedentes y solo quedaron en servicio unos pocos, el último de los cuales fue retirado de manera definitiva en 1953.
En total se construyeron 19 000 Liberator; además de los que se entregaron a la RAF, las USAAF y la Armada estadounidense, otros ejemplares prestaron servicio en unidades de la Real Fuerza Aérea de Australia, la Real Fuerza Aérea del Canadá, y la Fuerza Aérea de Sudáfrica. Pero en ningún lugar fueron tan útiles como en el Pacífico, donde su gran autonomía y versatilidad de servicios los convirtieron en verdaderas "criadas para todo".
Existió una variante de posguerra: el Convair Model 39 fue un intento por irrumpir en el mercado del transporte de posguerra; configuración alar, motores y el tren de aterrizaje del B-24, cola del PB4Y-2 y un nuevo fuselaje con capacidad para 45 pasajeros o 5443 kg de carga; el único prototipo fue evaluado por la Armada estadounidense como R2Y.

## Historia operacional

### Australia (RAAF)
Las tripulaciones australianas adscritas a la Real Fuerza Aérea llevaron los Liberator a todos los escenarios de la guerra, incluido el Mando Costero de la RAF, en el Oriente Medio y con el Mando del Sudeste Asiático, mientras que algunos volaron en la Fuerza Aérea Sudafricana. Los Liberator entraron en servicio en la Real Fuerza Aérea Australiana (RAAF) en 1944, después de que el comandante estadounidense de las Fuerzas Aéreas del Lejano Oriente (FEAF), el general George C. Kenney, sugiriera que se aumentaran en siete los escuadrones de bombarderos pesados para complementar los esfuerzos de los escuadrones estadounidense de Liberator. Las USAAF transfirieron algunos aviones a la RAAF, mientras que el resto serían entregados desde Estados Unidos bajo el programa de la Ley de Préstamo y Arriendo. Algunas tripulaciones de la RAAF recibieron experiencia operacional en Liberator mientras estuvieron adscritas a los escuadrones de las USAAF. Siete escuadrones de vuelo, una unidad de entrenamiento operativo y dos destacamentos de tareas especiales estaban equipados con el avión al final de la Segunda Guerra Mundial en agosto de 1945.
Los Liberator de la RAAF prestaron servicio en el frente del Sudoeste del Pacífico en la Segunda Guerra Mundial. Volando principalmente desde bases en el Territorio del Norte, Queensland y Australia Occidental, los aviones realizaron bombardeos contra posiciones, barcos y objetivos estratégicos japoneses en Nueva Guinea, Borneo y las Indias Orientales Holandesas. Además, el pequeño número de Liberator operados por el No. 200 Flight jugó un papel importante en el apoyo a las operaciones encubiertas llevadas a cabo por la Oficina de Inteligencia Aliada; y otros Liberator se convirtieron en transportes VIP. Un total de 287 aviones B-24D, B-24J, B-24L y B-24M fueron suministrados a la RAAF, de los cuales 33 se perdieron en acción o accidentes, con más de 200 australianos muertos. Después de la rendición japonesa, los Liberator de la RAAF participaron en el transporte de antiguos prisioneros de guerra y otro personal de regreso a Australia. Los Liberator permanecieron en servicio hasta 1948, cuando fueron reemplazados por Avro Lincoln.

### China
Los bombarderos B-24 del 308th Bombardment Group (Heavy) se unieron a la batalla en marzo de 1944 como bombarderos pesados de la Fourteenth Air Force para luchar contra los japoneses durante la segunda guerra sino-japonesa. Estados Unidos proporcionó alrededor de 48 B-24M a la Fuerza Aérea Nacionalista China después de la Segunda Guerra Mundial y se utilizaron durante la guerra civil china. La Fuerza Aérea del Ejército Popular de Liberación (PLAAF) tuvo dos B-24M capturados de los nacionalistas chinos durante la guerra civil china y operaron hasta 1952.

### Real Fuerza Aérea

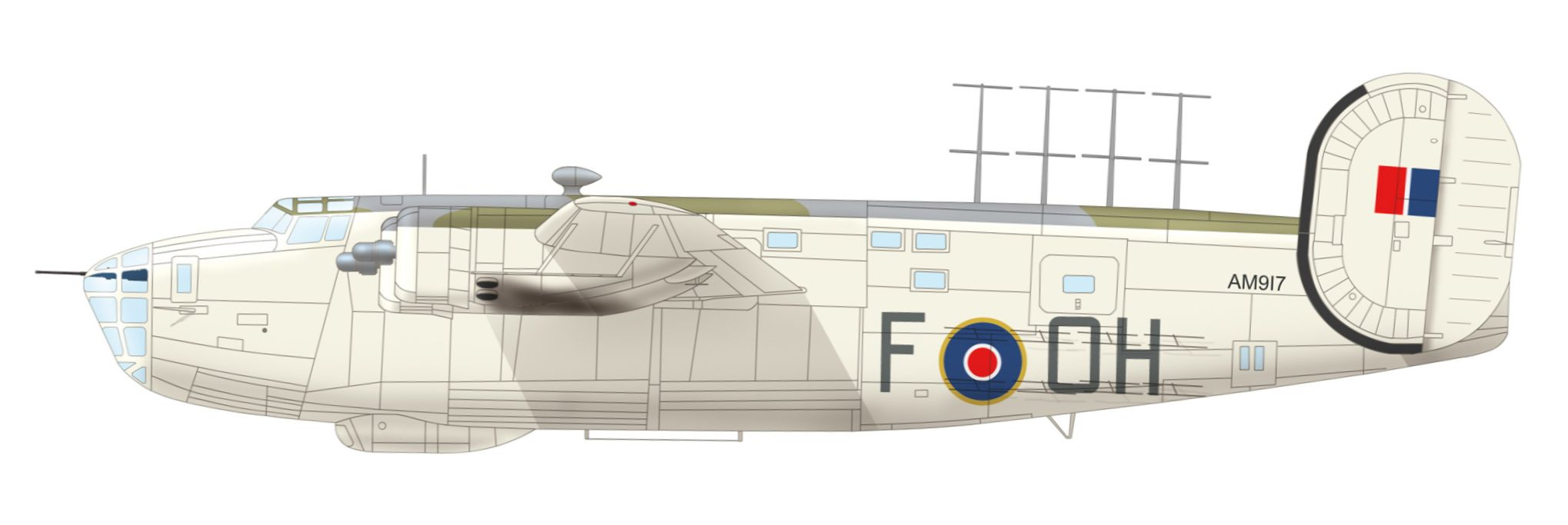
Un Liberator Mk.I del 120th Squadron del Mando Costero de la RAF.

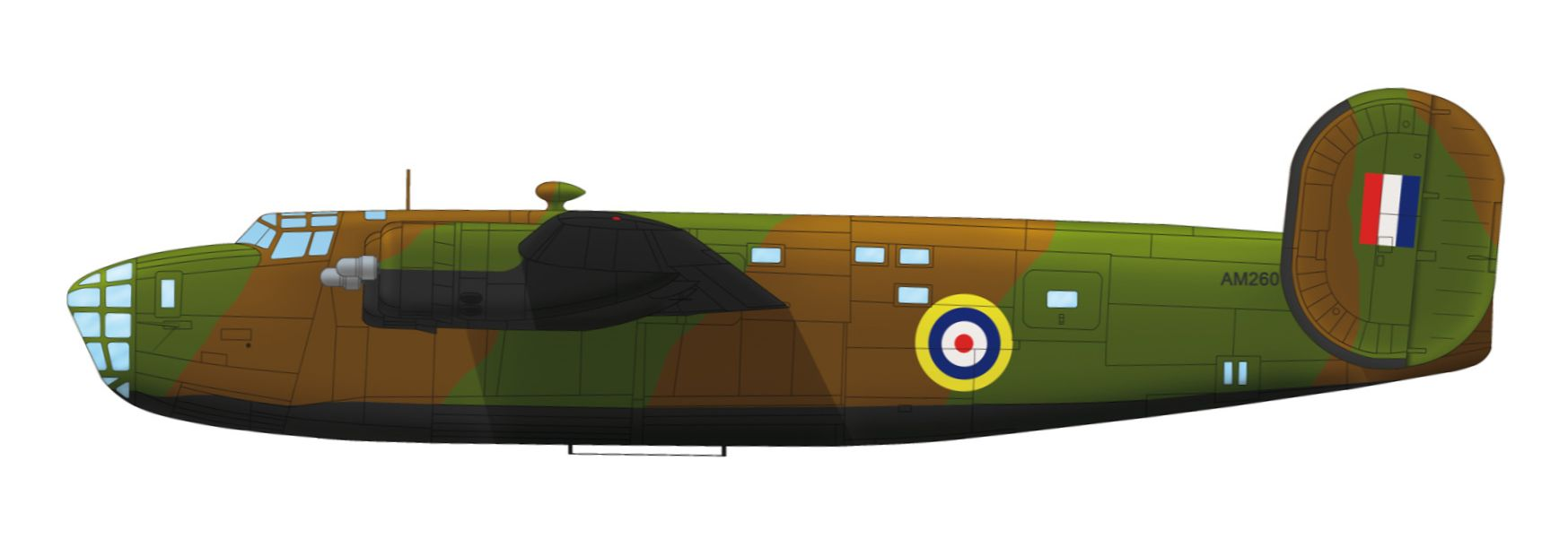
Uno de los primeros B-24A recibidos (LB-30), asignado al Atlantic Ferry Command.

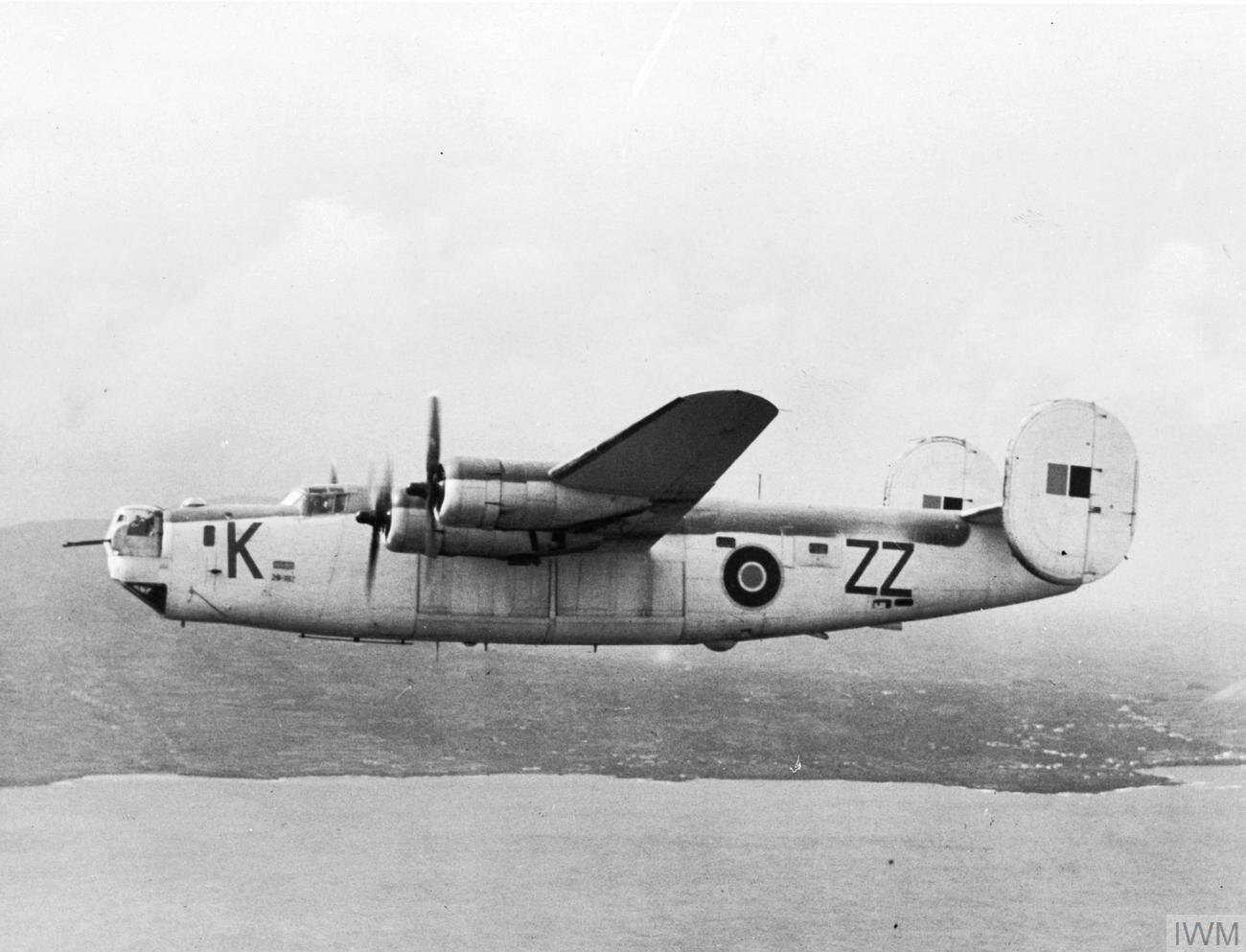
Consolidated Liberator GR Mk.VI del 220 Squadron, fotografiado cuando estaba basado en Azores.

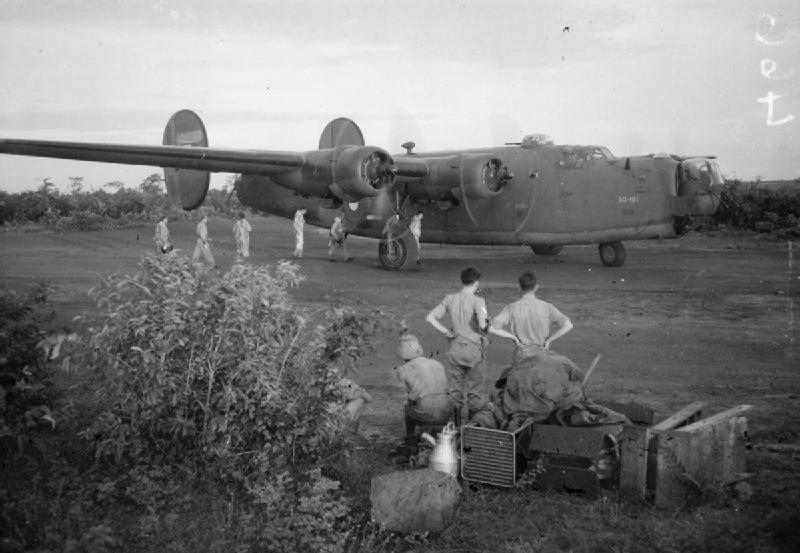
La tripulación sube a bordo de un Liberator Mark VI del 159 Squadron para iniciar una misión de ataque a la línea de ferrocarril Bangkok-Moulmein.

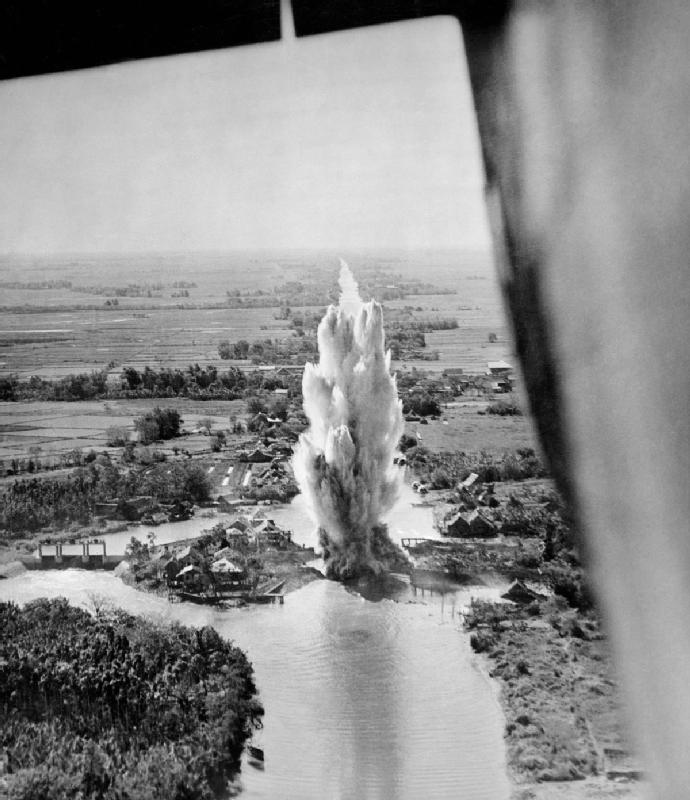
Un B-24 del 356 Squadron fotografía el ataque a un puente cerca de Bangkok.

El primer comprador del B-24 fue Francia, pero el lote de 120 B-24 pedido fue reasignado a la Real Fuerza Aérea tras la invasión alemana. La RAF también había encargado el avión y lo denominó Liberator. Los 1900 aviones B-24 que llegaron a partir de 1941 servirían principalmente en el Mando Costero como aviones de patrulla y como bombarderos en Oriente Medio y Asia .
Las USAAF cedieron 20 B-24A de su cartera de pedidos a la RAF, que serían los primeros en llegar a la misma. El B-24 debutaría con la RAF en la primavera de 1941. No terminaron de encajar en Europa como bombarderos y fueron reasignados a tareas de patrulla marítima y transporte.
La producción del lote inicial de B-24A se completó en 1941, siendo comprados por la RAF otros 160 aviones adicionales. Al considerar que no eran adecuados como bombarderos para el combate en Europa, se destinaron a la lucha en el Norte de África. La versión de bombardeo fue denominada Liberator Mk.II. La sección delantera era 79 cm más larga y llevaba torretas defensivas de cuatro ametralladoras de 7,7 mm. Los primeros 139 Mk.II llegaron en junio de 1942, formando dos escuadrones de bombardeo que fueron destinados a Egipto. Junto a los B-24 estadounidenses, realizaron una importante contribución con sus misiones de bombardeo sobre Tobruk y Bengasi, interfiriendo en las operaciones logísticas de alemanes e italianos.
Ante las necesidades de la guerra, 366 B-24D fueron comprados en 1942, siendo denominados Liberator III. Posteriormente, la RAF compró 1600 B-24H/J/L, que recibió a partir de 1944 y denominó Liberator VI y Liberator VIII. Los aviones se asignaron a escuadrones en el Mediterráneo e India. Algunos fueron asignados al Mando Costero y modificados en GR.VI o GR.VIII. Otros fueron modificados por la RAF y convertidos en aviones de transporte C.VI y C.VIII. Los B-24 fueron empleados por los escuadrones de bombarderos pesados de la RAF en India, ya que ningún otro avión tenía el alcance necesario. Allí lograron extraer el máximo rendimiento de los aviones, logrando llevar cargas de 4 toneladas de bombas a objetivos situados a 3000 km, algo que ni siquiera el fabricante creía posible. Los B-24 de la RAF fueron especialmente efectivos en atacar los puentes de la línea de tren que unía Tailandia con Birmania. Realizaron también misiones de apoyo a las tropas en el frente de Birmania, ataque a bases aéreas, puertos y concentraciones de tropas.
Los B-24 Liberator fueron fundamentales en la patrulla y caza de submarinos alemanes sobre el Océano Atlántico. Los B-24 permitieron cubrir la gigantesca área del Atlántico Norte. A los escuadrones de la RAF se unirían los B-24 de patrulla marítima aliados (RCAF, USAAF y Armada estadounidense). Ante la amenaza submarina alemana, la RAF necesitaba aviones de patrulla submarina. Los primeros 12 Liberator Mk.I asignados al Mando Costero (Coastal Command) fueron equipados con radar ASV (Air-to-Surface Vessel) y su armamento fue reforzado mediante un contenedor ventral que albergaba cuatro cañones de 20 mm. Ante la necesidad de aviones de patrulla de largo alcance, la RAF compró bombarderos B-24D, denominados Liberator Mk.III o Liberator Mk.IIIA. Se destinaron todos los B-24 posibles al Mando Costero, que con ellos formó hasta 12 escuadrones. De nuevo la RAF los modificó para la misión, dotándoles de equipo de radar ASV, un reflector Leigh y depósitos extras de combustible. Estos aviones eran los Liberator GR.Mk V empleados en misiones VLR (Very Long Range).
Los B-24 también sirvieron en los escuadrones 31 y 34 de la South African Air Force (SAAF) en el Mediterráneo. El escuadrón checo de la RAF (311 Squadron Coastal Command) empleó aviones Liberator Mk.V entre junio de 1943 y febrero de 1945. Lo mismo sucedió con el escuadrón holandés (321 Squadron), que en noviembre de 1944 fue reequipado con aviones Liberator VI, y el polaco (301 Squadron). La Real Fuerza Aérea Australiana (RAAF) también empleó aviones B-24 en el Pacífico. Inicialmente, las USAAF cedieron 12 B-24D y entrenó a las tripulaciones australianas, creando el 7 Operational Training Unit en 1944. La RAAF recibió 287 B-24J/L/M, con los que formó ocho escuadrones. Para apoyar a las fuerzas especiales, la RAAF asignó aviones B-24 al 200 y 201 Special Duties Flight.
Escuadrones de la Real Fuerza Aérea que operaron el B-24:
- No. 8 Squadron RAF (Coastal Command, posguerra)
- No. 37 Squadron RAF (Mediterráneo)
- No. 38 Squadron RAF (Mediterráneo)
- No. 40 Squadron RAF (Mediterráneo)
- No. 53 Squadron RAF (Coastal Command)
- No. 59 Squadron RAF (Coastal Command)
- No. 70 Squadron RAF (Mediterráneo)
- No. 86 Squadron RAF (Coastal Command)
- No. 99 Squadron RAF (Asia)
- No. 102 (Ceylon) Squadron RAF (Transport Command, posguerra)
- No. 104 Squadron RAF (Mediterráneo)
- No. 108 Squadron RAF (Mediterráneo)
- No. 120 Squadron RAF (Coastal Command)
- No. 147 Squadron RAF (Mediterráneo)
- No. 148 Squadron RAF (Mediterráneo)
- No. 149 Squadron RAF (Mediterráneo)
- No. 159 Squadron RAF (Mediterráneo y Asia). Guerra electrónica.
- No. 160 Squadron RAF (Mediterráneo y Asia)
- No. 178 Squadron RAF (Mediterráneo)
- No. 200 Squadron RAF (Coastal Command)
- No. 203 Squadron RAF (Asia)
- No. 206 Squadron RAF (Coastal Command)
- No. 215 Squadron RAF (Asia)
- No. 220 Squadron RAF (Coastal Command)
- No. 223 Squadron RAF (Bomber Command, Europa). Guerra electrónica.
- No. 224 Squadron RAF (Coastal Command)
- No. 231 Squadron RAF (Asia)
- No. 232 Squadron RAF (Transport Command)
- No. 233 Squadron RAF (Coastal Command)
- No. 243 Squadron RAF (Asia)
- No. 246 Squadron RAF (Transport Command)
- No. 321 Squadron RAF (Asia)
- No. 354 Squadron RAF (Asia)
- No. 355 Squadron RAF (Asia)[15]
- No. 356 Squadron RAF (Asia)
- No. 357 Squadron RAF (Asia)
- No. 358 Squadron RAF (Asia). Operaciones especiales.
- No. 502 Squadron RAF (Coastal Command)
- No. 547 Squadron RAF (Coastal Command)
- No. 614 Squadron RAF (Mediterráneo)

### SAAF
Dos escuadrones de la Fuerza Aérea Sudafricana (SAAF) también volaron el B-24: 31 y 34 Squadrons bajo el No 2 Wing SAAF con base en Foggia, Italia. Estos dos escuadrones participaron en vuelos de ayuda a Varsovia y Cracovia en Polonia, para apoyar el levantamiento polaco contra la ocupación nazi.

### Fuerzas Aéreas del Ejército de los Estados Unidos
Al inicio de la guerra, algunos B-24A servían en las USAAF. Con la entrada en la guerra se requisaron 75 LB-30 destinados a la RAF. Algunos B-24A estaban basados en el Pacífico, pero dedicados principalmente a misiones de transporte. Dos B-24A debían haber realizado vuelos de reconocimiento sobre las bases japonesas de Jaluit y Truk, pero la misión se canceló tras el ataque a Pearl Harbor. Como reacción al ataque japonés, se decidió enviar bombarderos a Australia, entre ellos 15 LB-30, que acabaron siendo reenviados a Java. La mayor parte de los LB-30 fue destruida en el suelo en la campaña de Java, por los japoneses.
En los inicios de la guerra, 17 LB-30 fueron equipados con radar para formar el 6th Bombardment Group dedicado a la defensa del canal de Panamá. Otros 3 se enviaron a Alaska para participar en las operaciones de las Aleutianas. Sería la versión B-24D la que empezaría a equipar a los escuadrones de las USAAF. En 1942, los B-24D empezaron a ser asignados a unidades de combate, entrando en el mismo en Oriente Medio y en el Pacífico.
En el Ejército de Estados Unidos, el B-24 fue eclipsado por el B-17 Flying Fortress, a pesar de que fue el B-24 fue más importante numéricamente. En Europa, el B-24 coincidió con los B-17 en la 8.ª Fuerza aérea en Inglaterra y en la 15.ª en el Mediterráneo. Ambos aparatos tenían la misma misión, en ella el B-24 tenía algunas ventajas sobre el B-17: más alcance, más carga de bombas, y velocidad algo superior. Pero en combate sobre Alemania quedaron claro sus defectos. Su techo de vuelo era algo menor al del B-17, por lo que era más vulnerable al fuego antiaéreo, y a los cazas. Por su diseño, su capacidad de aguantar daños y resistencia eran menores a las del B-17.
En el Pacífico, lo que en Europa eran debilidades, se convirtieron en fortalezas. Frente a los aviones japoneses el techo de vuelo no era problema. El mayor tamaño de su bodega suponía poder cargar depósitos extra de combustible y salvar así las grandes distancias. Su mayor velocidad y alcance hacía que los B-24 fueran preferidos frente a los B-17 en el Pacífico. Los B-17 fueron retirados y el B-24 fue el bombardero pesado de referencia. Los mandos de las USAAF no eran tan reticentes a cambiar de táctica como en Europa, cuando era necesario se realizaban misiones de ataque nocturno o a baja altura. Ocasionalmente, operaron junto a los B-24 de la Armada estadounidense.
Desde octubre de 1941, las USAAF se habían encargado de entregar a la RAF sus B-24, por lo que los LB-30 fueron volados a Egipto por personal de las USAAF, que siguió allí prestando asistencia técnica, aunque no participaron en las acciones de combate. El B-24D de las USAAF llegó al Norte de África en el verano de 1942, cuando un destacamento de aviones llegó a Egipto para ayudar a frenar al Afrika Korps alemán. En 1942 fueron llegando más B-24 a Egipto y se formaron los 376th Bombardment Group y 98th Bomb Group de la 9ª Fuerza Aérea. En octubre de 1942, más de 50 B-24 de las USAAF estaban basados en Oriente Medio y operaban frecuentemente, junto a los B-24 de la RAF. Los B-24 des la USAAF se basaron en Palestina para atacar objetivos tanto en Norte de África como en Italia y los Balcanes. El debut en combate de los B-24 en las USAAF fue el ataque que lanzaron sobre Ploesti en junio de 1942. De esta forma, el B-24 fue el primer bombardero pesado de las USAAF que atacó objetivos en Europa.
En diciembre de 1942 bombardearon Nápoles, su primera misión sobre Italia. En 1943 fueron reforzados por los 44th, 93rd y 389th Bombardment Groups. Los B-24, ahora basados en Norte de África, atacaban Italia. En agosto se lanzó la Operación Maremoto contra Ploesti, y en octubre contra la fábrica de Messerschmitt en Viena. Los aviones siguieron atacando hasta el final de la guerra objetivos en Alemania, Francia, Italia y Balcanes desde sus bases en el sur de Italia.
En Europa, los B-24 comenzaron a llegar a Inglaterra a partir de septiembre de 1942, integrándose en la 8.ª Fuerza Aérea. Los B-24 lanzaron en enero de 1943 su primer ataque contra Alemania. Durante la guerra, unos 3800 B-24 Liberator pasaron por las unidades basadas en Inglaterra.
En el Pacífico, los B-24 operaron en la 5ª, 13.ª y 7ª Fuerza Aérea. El 90th Bombardment Group llegó a Australia en noviembre de 1942. Más B-24 se unieron para apoyar la lucha en Nueva Guinea, Filipinas, Taiwán , China y los numerosos archipiélagos. En India se basaron los B-24 de la 10.ª Fuerza Aérea. Menos conocida era la 11.ª Fuerza Aérea, donde fue asignado el 28th Bombardment Group, que combatió en la campaña de las Aleutianas. En el Pacífico, el 868th Bombardment Squadron se especializó en realizar ataques a baja altura.

### Armada estadounidense

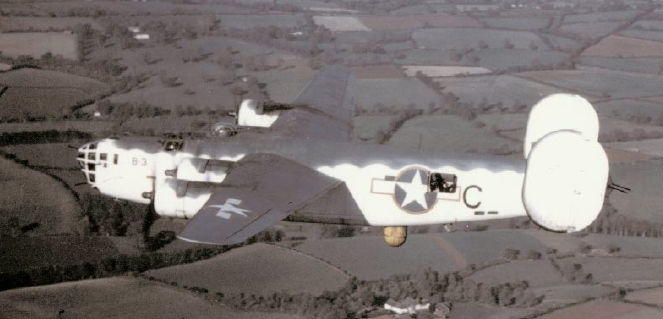
Un PB4Y-1 del VB-110 mostrando el radomo de su radar SCR-717.

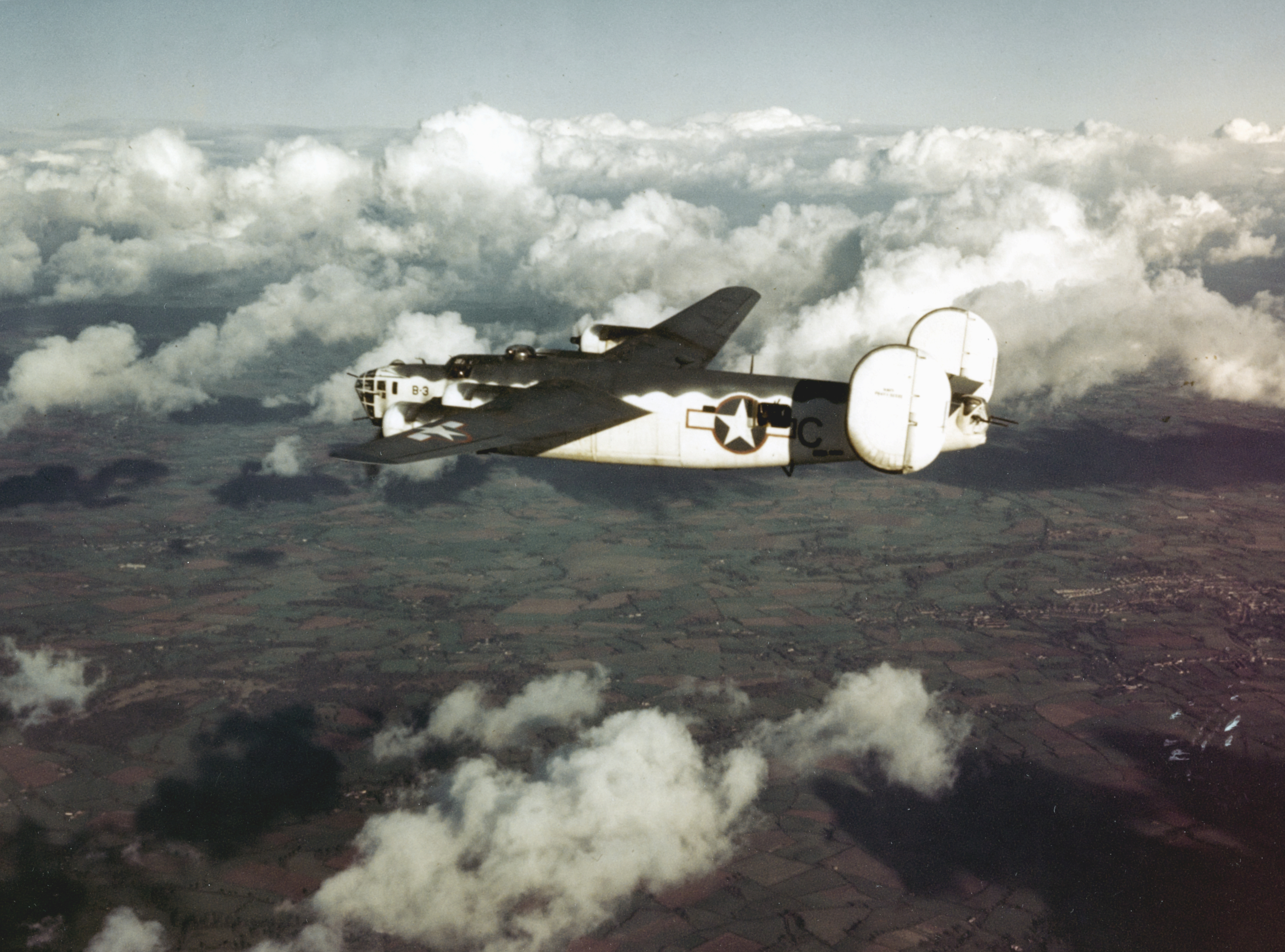
Un PB4Y-1 del Bombing Squadron 103 (VB-103) basado en Inglaterra.

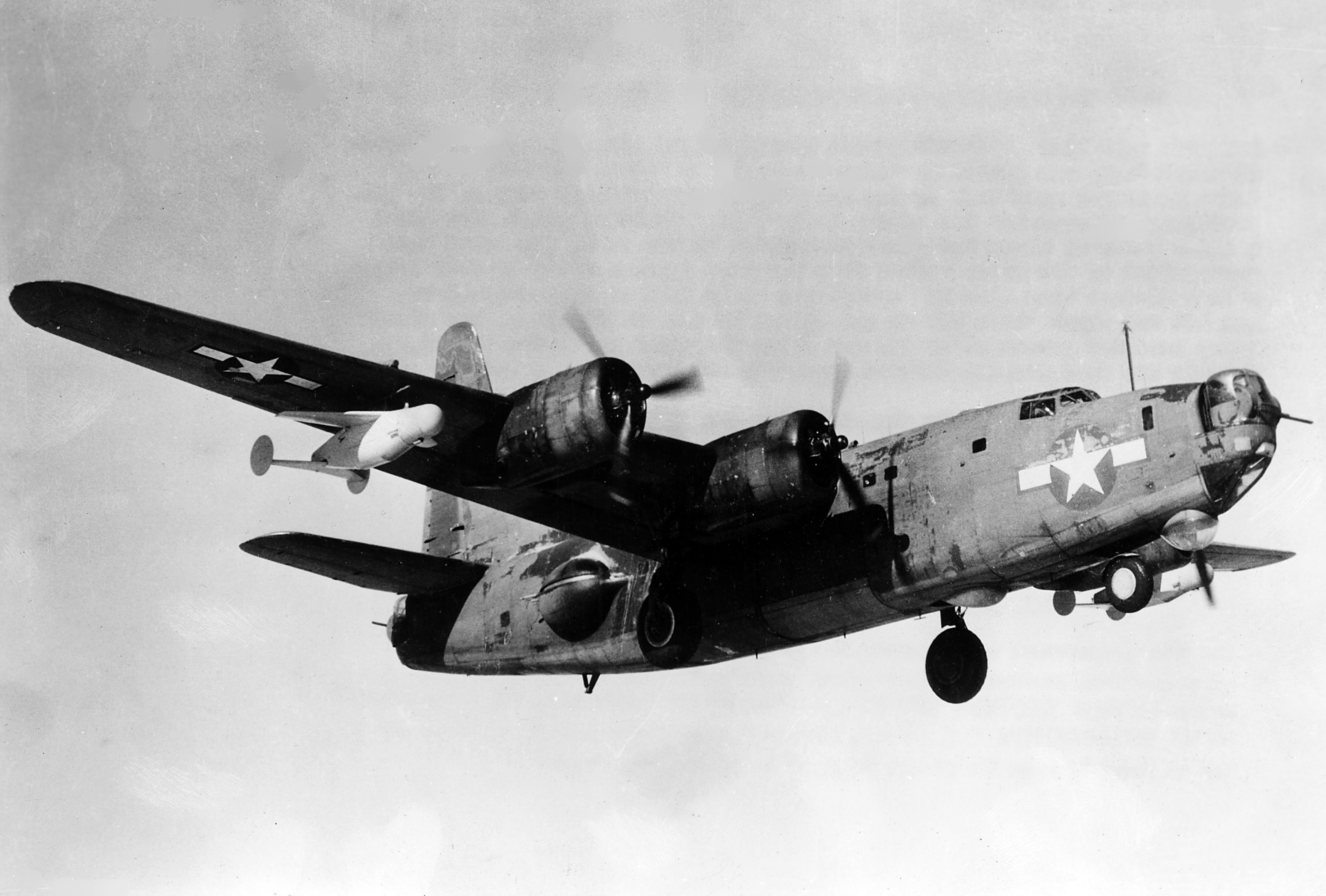
Un PB4Y-2 Privateer con dos bombas planeadoras ASM-N-2 Bat.

La Armada estadounidense también empleo el B-24 como avión de patrulla marítima, designándolo PB4Y-1 Liberator. Con el ejemplo de la RAF, la Armada estadounidense quería usar aviones basados en tierra de largo alcance y que pudieran transportar suficiente carga de bombas. Hubo cierta lucha política, ya que las USAAF veían con recelo que otro servicio armado contara con bombarderos de largo alcance.
El PB4Y-1 era una versión de patrulla marítima del B-24D y del B-24J. De los requerimientos de la Armada nacería el modelo PB4Y-2 Privateer. Los PB4Y-1 no se limitaron a patrullar, en el Pacífico también realizaron misiones de bombardeo, reconocimiento y de ataque a barcos. Incluso hubo un escuadrón dedicado a la guerra electrónica.
Los B-24 de la Armada se unieron a la RAF en la patrulla del Atlántico. En el verano de 1943, las USAAF disolvieron su Mando Antisubmarino, entregando todos sus aviones B-24 de patrulla naval a la Armada. A cambio de recibir los B-24, la misma canceló el PBB-1 Sea Ranger. Los B-24 ex-USAAF fueron equipados con radar ASV y denominados PB4Y-1. Más tarde se adquirió el PB4Y-2 Privateer, con una nueva cola, una sección delantera alargada, cambios en el armamento y motores nuevos.
El primer escuadrón de la Armada, el VB-101, entró en servicio en septiembre de 1942 en Hawái. Comprados por la Armada, fueron operados también por tripulaciones del Servicio de Guardacostas y los Marines. Después de la guerra, los PB4Y siguieron varios años en servicio con la Armada.
Las versiones del B-24 Liberator que sirvieron en la Armada estadounidense recibieron estas denominaciones: 
- PB4Y-1: patrulla marítima. Inicialmente B-24D, pero el nombre PB4Y-1 también se aplica a los B-24G/J/L/M.
- PB4Y-P: reconocimiento fotográfico.
- RY-1: transporte C-87A.
- RY-2: transporte C-87.
- PB4Y-2: patrulla marítima. Versión desarrollada para la Armada basada en el B-24K y añadiendo algunos aspectos del Consolidated B-32 Dominator.
- RY-3: transporte. PB4Y-2 modificado.

Los escuadrones de la Armada que emplearon aviones B-24 Liberator fueron los siguientes:
- VB-101
- VB-102
- VB-103
- VB-104
- VB-105
- VB-106
- VB-107
- VB-108
- VB-109
- VB-110
- VB-111
- VB-112
- VB-113
- VB-114
- VB-115
- VB-116
- VB-117
- VB-119
- VB-138
- VB-140
- VB-143
- VD-2
- VD-5
- VPB-100
- VPB-121
- VPB-197

## Variantes

### Variantes de las USAAF

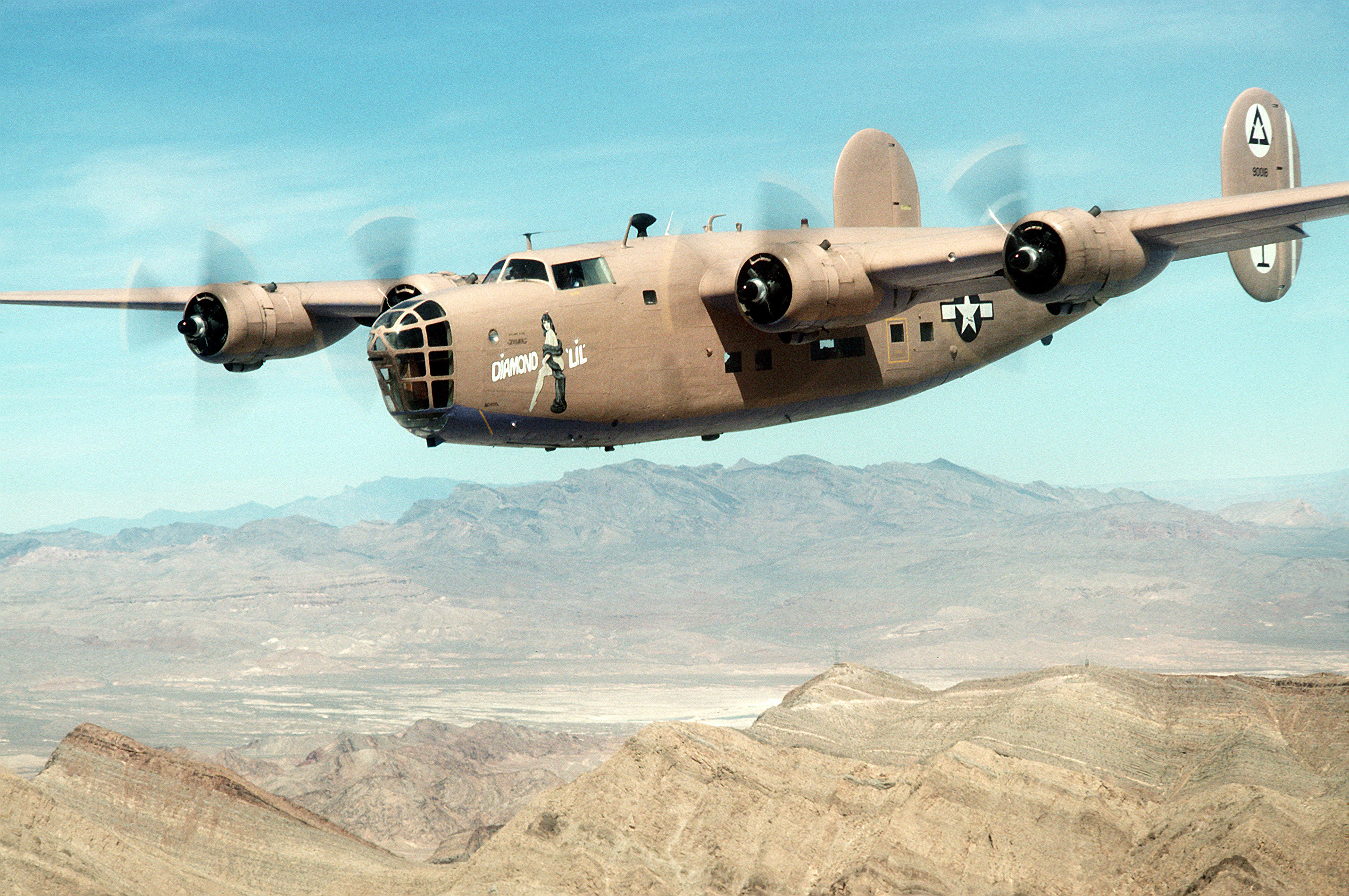
LB-30A Diamond Lil de la colección de la Commemorative Air Force. La célula fue devuelta a la configuración B-24A y fue renombrada Ol' 927. Fue renombrada de nuevo Diamond Lil en mayo de 2012.

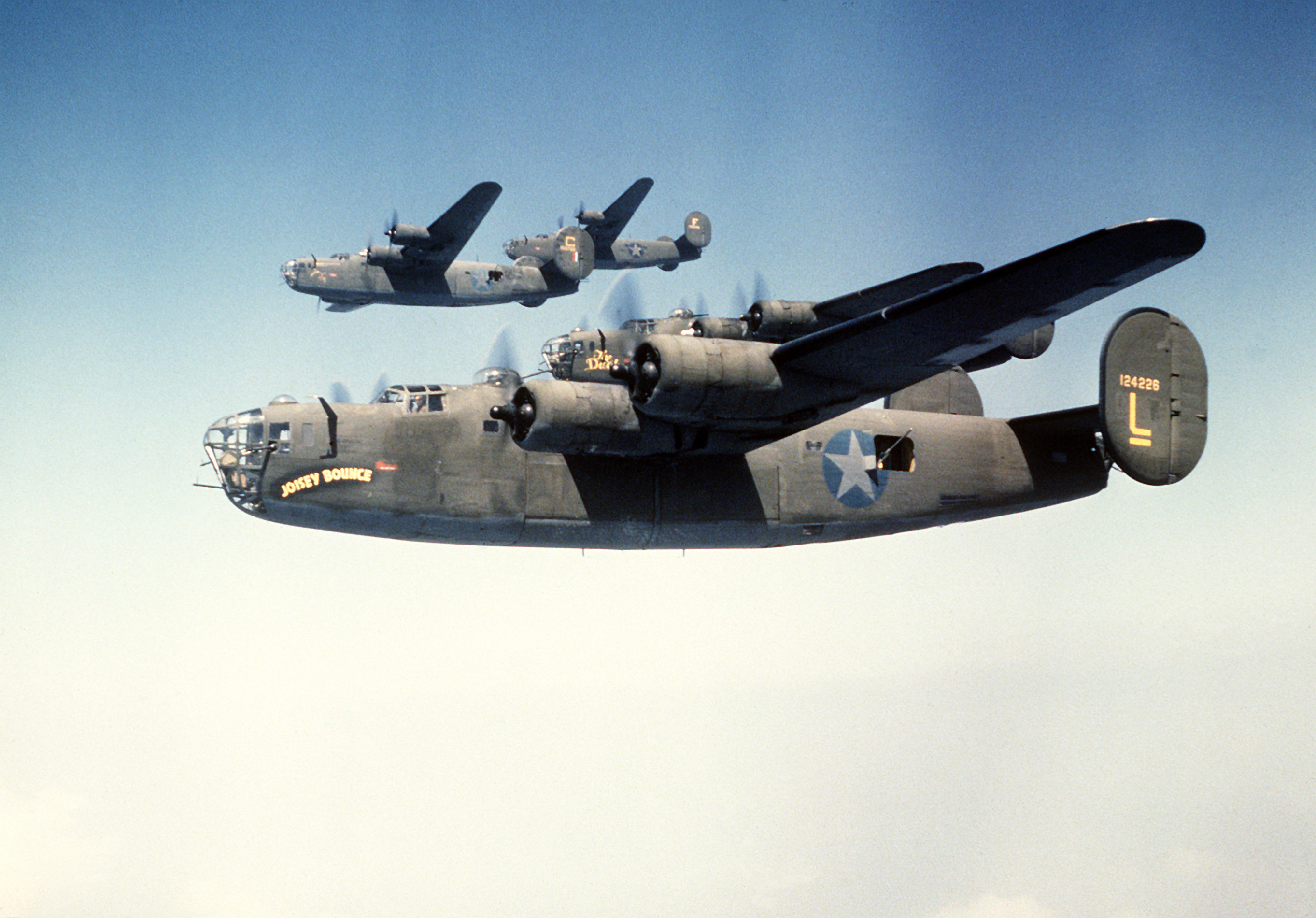
B-24D del 93rd Bomb Group en formación. El avión más cercano es el Joisey Bounce (s/n 41-24226), el punto es el The Duchess (s/n 41-24147), y el próximo más alto es el Bomerang (s/n 41-23722).

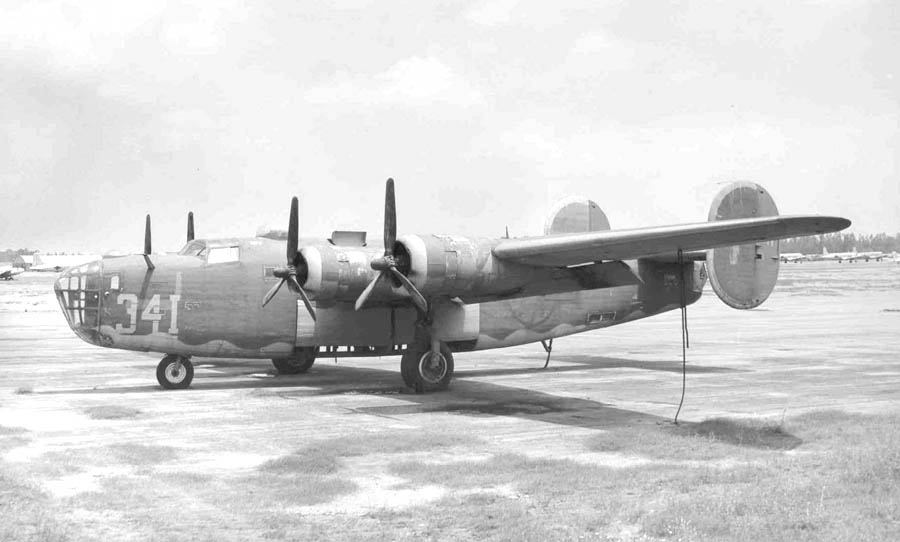
B-24E.

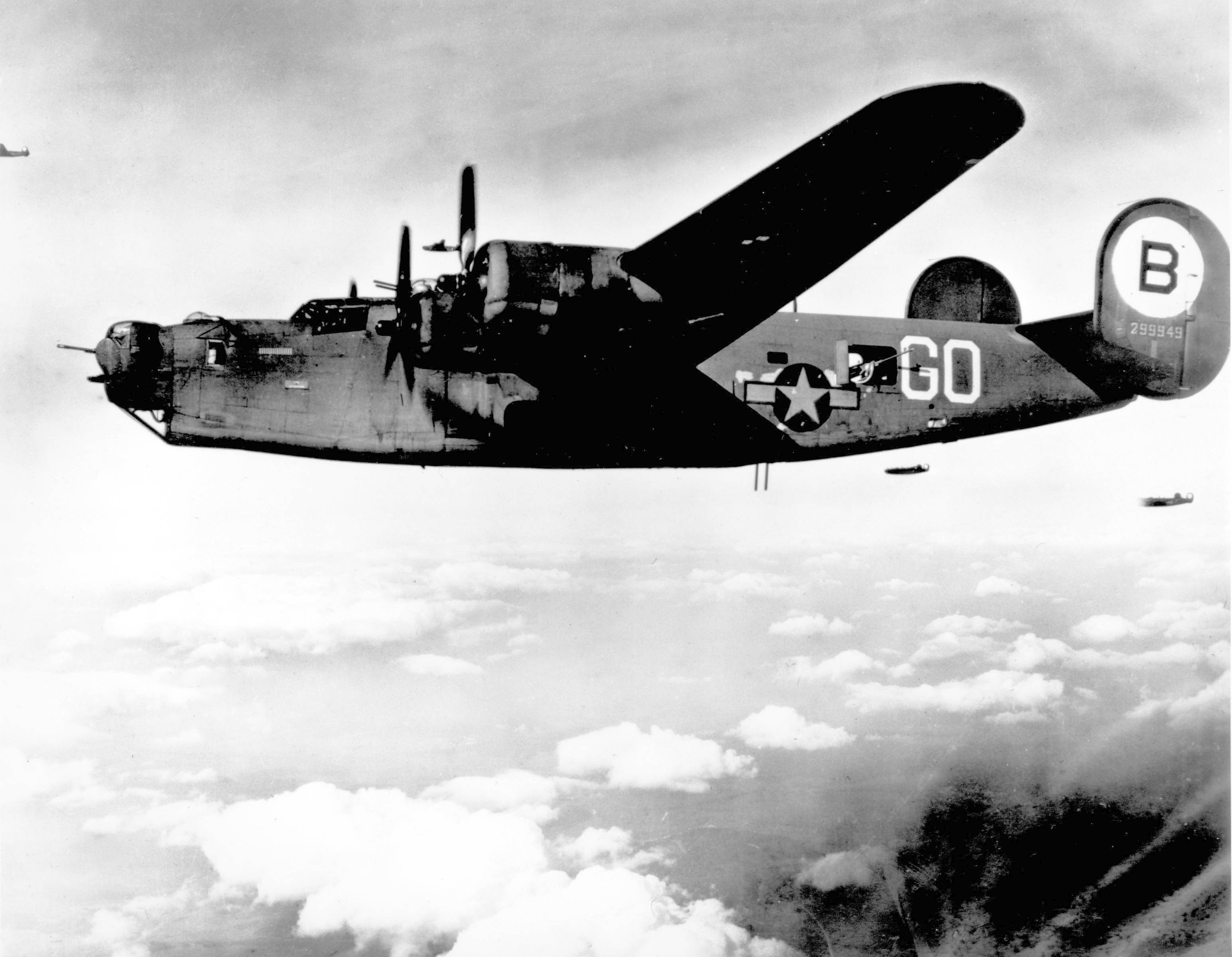
B-24J-55-CO (s/n 42-99949) perteneciente al 93rd BG, 328th BS; perdido el 21 de septiembre de 1944 sobre Bélgica.

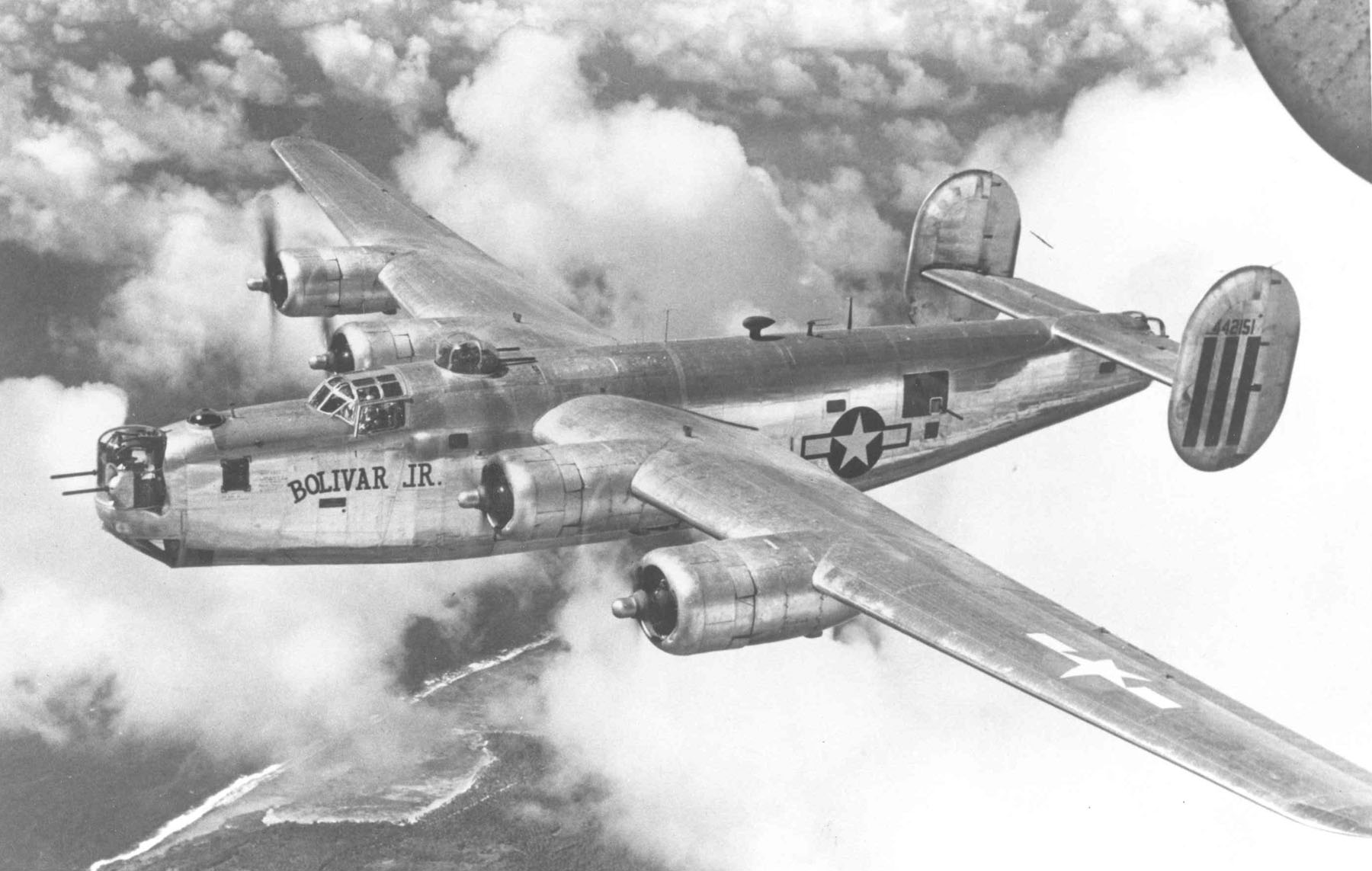
B-24M-20-CO Bolivar Jr. (s/n 44-42151), 431st Bomb Squadron, 11th Bomb Group.

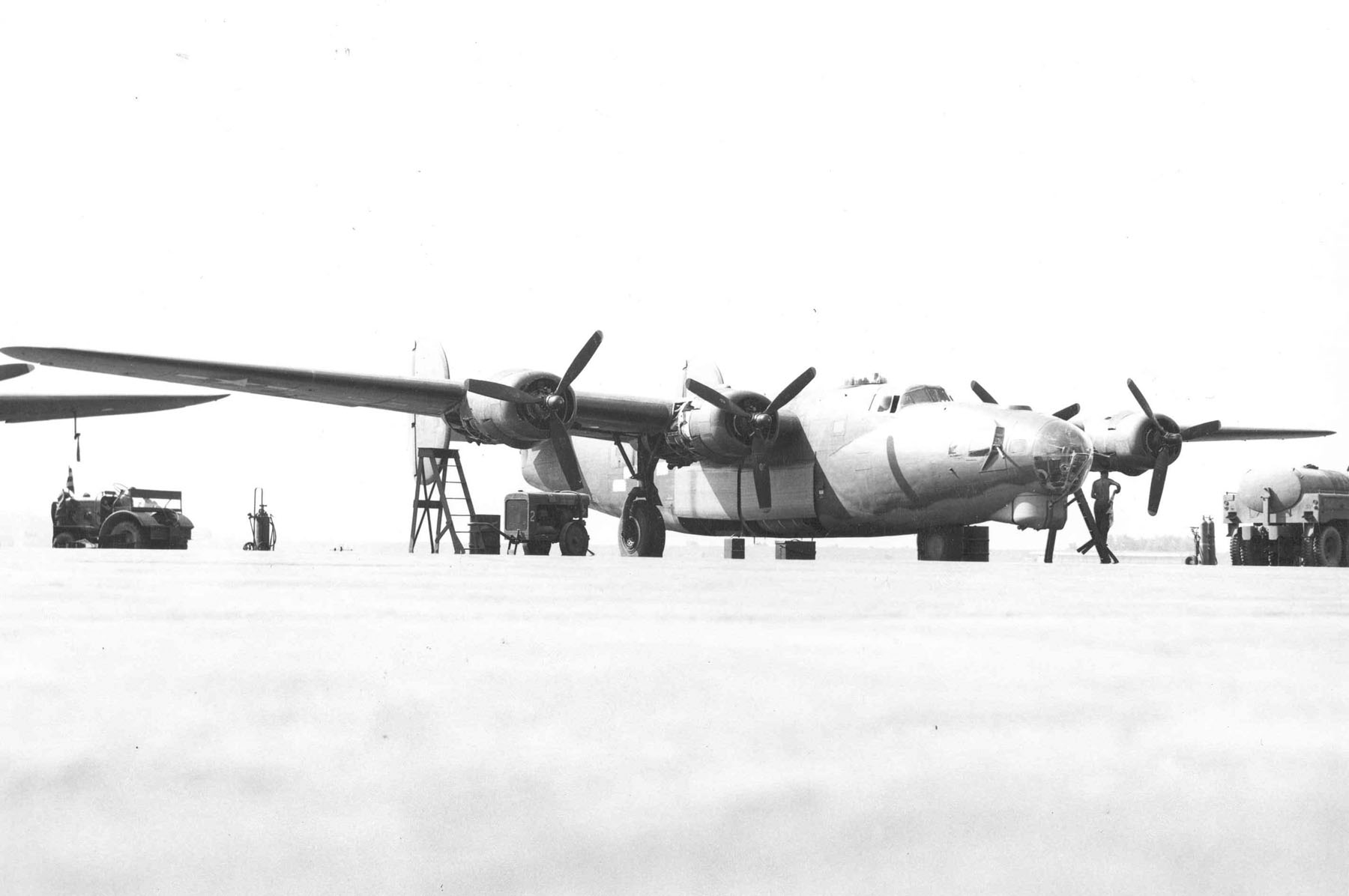
B-24J-15-CO experimental, 42-73130, con sección de morro del B-17G injertada, conteniendo torreta de barbilla; modificación no adoptada para la producción.

XB-24
Único prototipo ordenado por el Cuerpo Aéreo del Ejército, el 30 de marzo de 1939. Propulsado por cuatro Pratt & Whitney R-1830-33 Twin Wasp de 890 kW (1200 hp) de potencia nominal para el despegue y 750 kW (1000 hp) a 4400 m (14 500 pies). Carga de ocho bombas de 450 kg (1000 lb), con armamento defensivo de tres ametralladoras de 12,7 mm y cuatro de 7,62 mm. Primer vuelo el 29 de diciembre de 1939. Más tarde convertido al XB-24B.
YB-24/LB-30A
Prototipos de preproducción: seis ejemplares vendidos a Gran Bretaña directamente y designados LB-30A. Fondos y números de serie estadounidenses diferidos de los B-24D de producción. El séptimo (40-702) permaneció en el servicio estadounidense como el único YB-24 para pruebas de servicio. Siete construidos.
B-24
Ordenado el 27 de abril de 1939, menos de 30 días después de que el XB-24 fuera ordenado y antes de su terminación. Se realizaron una serie de modificaciones menores: eliminación de las ranuras del borde de ataque, adición de manguitos anti hielo. Una conversión desde YB-24.
B-24A/LB-30B
Ordenado en 1939, el B-24A fue el primer modelo de producción. Debido a la necesidad de un avión de largo alcance, el B-24A fue ordenado antes que volara cualquier versión del B-24. La mejora principal sobre el XB-24 fue la aerodinámica mejorada, que permitió mejores prestaciones. Nueve transferidos como transportes al Mando de Transporte. Veinte vendidos directamente a Gran Bretaña como LB-30B. Fondos estadounidenses diferidos y números de serie asignados a la futura producción de B-24D. 20 LB-30B y 9 B-24A construidos.
XB-24B
Una conversión recién financiada del XB-24, después de que no llegara a alcanzar su velocidad máxima proyectada. Los radiales Pratt & Whitney R-1830-33 de 750 kW (1000 hp) que llevaba fueron reemplazados por radiales turbosobrealimentados R-1830-41 de 890 kW (1200 hp), aumentando su velocidad máxima en 60 km/h. Las capotas de los motores eran elípticas para acomodar la adición de los turbosobrealimentadores. La versión XB-24B también carecía de las ranuras de motor del original. Fue renumerado. Un XB-24 convertido.
- El XB-24B 39-680 fue convertido en un avión comercial de lujo para Consairway. La conversión incluía el vaciado del interior, el corte de nuevas ventanas y la división del interior en compartimentos con asientos individuales y de banco, y literas de dos alturas estilo Pullman. Presentaba un acabado generoso (posiblemente para insonorizar), una cocina de vuelo con refrigerador y placas calientes en metal desnudo (probablemente acero inoxidable) con iluminación y servicios para la cubierta principal controlados por un panel sobre la puerta principal de pasajeros, pero las fotografías de la conversión fechadas el 19 de abril de 1945 no muestran cinturones u otros dispositivos de seguridad del pasajero.[37]

B-24C
Nueva producción financiada con fondos diferidos después de los LB-30A encargados por Gran Bretaña. Se usó el paquete de motores probado en el XB-24B y el nuevo fuselaje del LB-30. El puesto del artillero de cola fue mejorado con la adición de una torreta hidráulica Consolidated A-6 con dos ametralladoras de 12,7 mm; se añadió una torreta dorsal eléctrica Martin en el fuselaje trasero. Un aparato (#84) convertido para probar el armamento "tres en el morro" para el B-24D. Fondos y números transferidos del B-24A, nueve construidos.
B-24D
Primer modelo producido a gran escala; ordenado de 1940 a 1942, como el B-24C con mejores motores (R-1830-43 sobrealimentados). El model D fue equipado inicialmente con una torreta inferior Bendix operada remotamente y apuntada mediante periscopio, como habían usado los primeros ejemplares del B-17E Flying Fortress y algunos de los primeros modelos del bombardero medio B-25 Mitchell, pero se probó poco satisfactoria en servicio y fue abandonada después del avión número 287. Los aviones de producción volvieron al anterior montaje de "túnel" operado manualmente con una única ametralladora de calibre 12,7 mm. El arma de túnel fue finalmente reemplazada por la torreta de bola Sperry, que también había sido adoptada por los B-17E Fortress tardíos, pero era retráctil en el Liberator cuando no estaba en uso, ya que el área ventral de su fuselaje estaba muy cerca del suelo al aterrizar. En los B-24D tardíos, se añadieron armas "de cachete" a cada lado del morro delantero, justo detrás del acristalado morro "de invernadero". 2696 construidos (2381 Consolidated, San Diego; 305 Consolidated, Fort Worth; 10 Douglas, Tulsa, Oklahoma).
B-24E
Una ligera alteración del B-24D, construida por Ford, usando motores R-1830-65. A diferencia del B-24D, el B-24E retenía al arma de túnel en el vientre. La USAF usó los B-24E principalmente como aviones de entrenamiento, ya que esta serie y otras tecnologías, así como el avión, estaban siendo producidos por Consolidated/San Diego (CO). Ford también construyó subensamblajes para Douglas y Convair Fort Worth; estos subensamblajes eran idénticos a los de los B-24E construidos por Ford, excepto por usar los mismos radiales que el B-24D (R-1830-43). Estos subensamblajes fueron llamados naves KD (knock down, baratos) y se transportaban en camión desde Willow Run al suroeste para el montaje final. 801 construidos.
XB-24F
Un prototipo realizado para probar sistemas anti hielo térmicos, en lugar de los "manguitos" de goma hinchables. Un B-24D convertido.
B-24G
Designación de aviones B-24D construidos por North American Aviation conforme a un contrato de 1942. Equipados con torreta esférica Sperry y tres ametralladoras de 12,7 mm en el morro. 25 construidos.
B-24G-1
Como el B-24G, pero con una torreta proel A-6. La mayoría de los B-24G fueron entregados a la 15th Air Force en Italia. 405 construidos.
B-24H
Debido a la obvia vulnerabilidad del B-24 a los ataques frontales con el anterior morro acristalado "de invernadero" de 24 paneles, el B-24H incorporaba una torreta proel eléctrica Emerson A-15 sobre el puesto del bombardero, algo similar a donde se instaló la torreta proel Frazer-Nash FN5 en el Avro Lancaster. Se realizaron aproximadamente otros 50 cambios en la célula, incluyendo un rediseñado compartimento del bombardero que disponía de una unidad de mira de bombardeo en ventana de tres paneles, que reemplazaba el diseño de morro "de invernadero". A la torreta de cola se le dotó de ventanas mayores para mejorar la visibilidad y la torreta dorsal Martin A-3 recibió un domo "de copa" agrandado. Las posiciones de los artilleros de cintura se cerraron con ventanas de Plexiglás y fueron desplazadas lateralmente (como lo habían sido las de los últimos B-17G) para reducir la interferencia mutua entre los dos artilleros de cintura durante el combate. La mayoría de los aviones model H fue construida por Ford en la fábrica de Willow Run. 3100 construidos.
B-24J
El B-24J era muy similar al B-24H, pero la escasez de la torreta proel Emerson requirió el uso de una torreta hidráulica Consolidated A-6 modificada en la mayoría de los aviones modelo J construidos en las fábricas de San Diego y Fort Worth de Consolidated. El B-24J presentaba un piloto automático mejorado (modelo C-1) y una mira de bombardeo de la serie M-1. Los subensamblejes de B-24H realizados por Ford y construidos por otras compañías, y cualquier modelo reequipado con C-1 o M-1, fueron designados B-24J. El modelo J fue la única versión construida en todas las fábricas involucradas en la producción del B-24. 6678 construidos.
XB-24K
Desarrollado del B-24ST, con el empenaje del B-23 Dragon reemplazado por la cola del Douglas C-54 Skymaster. Las mejores prestaciones y manejo de los B-24ST y XB-24K condujeron a la decisión de incorporar un cola simple en los PB4Y-2 y B-24N. Un B-24D convertido.
B-24L
Debido al excesivamente alto peso cargado del B-24J, el Ejército presionó por una versión más ligera. En el B-24L, la torreta esférica Sperry fue reemplazada por un montaje de aro en el suelo con dos ametralladoras de 12,7 mm, y la torreta de cola A-6B, lo fue por una M-6A. Los últimos aviones fueron entregados de fábrica sin armamento de cola. Más tarde, se instalaba una A-6B, una M-6A, o un montaje de dos 12,7 mm operado manualmente en un parque de mantenimiento, antes de su llegada a las unidades operativas. El model L fue construido solo en Willow Run y en la fábrica de San Diego de Consolidated. 1667 construidos.
B-24M
Una mejora del B-24L con más dispositivos ahorradores de peso. El B-24M usaba una versión aligerada de la torreta A-6B; las posiciones artilladas de cintura se dejaron abiertas, y se reintrodujo la torreta ventral Sperry retráctil. Para una mejor visibilidad desde la cubierta de vuelo, el parabrisas en los aviones construidos por Ford fue reemplazado por una versión con menos marco desde el Block 20 en adelante. El B-24M se convirtió en el último modelo de producción del B-24; cierta cantidad de B-24 construidos voló solo el trayecto desde la fábrica hasta el desguace. 2593 construidos.
XB-24N
Un rediseño del B-24J, realizado para acomodar una cola simple. También presentaba una torreta esférica Emerson 128 en el morro y una posición estacionaria del artillero de cola. Aunque se ordenaron 5168 B-24N, el final de la guerra provocó la cancelación de todos los contratos antes de que la producción pudiera comenzar. Se dijo que su cola simple fue la inspiración del diseño similar de cola simple de empenaje/timón del PB4Y-2 Privateer. Uno construido.
YB-24N
Versión de preproducción de pruebas de servicio del XB-24N. Siete construidos.
XB-24P
Un B-24D modificado, usado por la Sperry Gyroscope Company para probar sistemas de control de fuego aerotransportados. Un B-24D convertido.
XB-24Q
Una conversión de General Electric del B-24L. Usada para probar una torreta de cola controlada por radar destinada al Boeing B-47 Stratojet. Un B-24L convertido.
XB-41
Debido a que no había cazas capaces de escoltar a las formaciones de bombarderos en las misiones de ataque en profundidad al principio de la Segunda Guerra Mundial, el Ejército autorizó pruebas de bombarderos armados para que actuasen como escoltas "cañoneras" en las misiones de bombardeo, que inspiraron tanto al cañonero YB-40 Flying Fortress derivado del B-17, como al XB-41, equivalente derivado del Liberator. El XB-41 tenía catorce ametralladoras de 12,7 mm, incluyendo una torreta de barbilla Bendix y una segunda torreta Martin A-3 en la parte superior del fuselaje. Se completó un único avión en 1942. Las prestaciones cambiaron drásticamente con la adición de más torretas. Los escoltas no eran capaces de mantenerse con las formaciones de bombarderos una vez que se lanzaban las bombas. Los resultados de las pruebas en 1943 fueron muy negativos y el proyecto fue rápidamente cancelado. Un B-24D convertido.
B-24ST
Un avión experimental, el B-24ST (por Single Tail, Cola Simple, una designación no oficial aplicada por Ford) fue realizado por Ford al adaptar el empenaje de un Douglas B-23 Dragon a una célula de B-24D. El avión era más estable y tenía mejor manejo que los otros modelos. Fue usado como base del XB-24K.
AT-22 o TB-24
C-87 usado en el entrenamiento de ingenieros de vuelo.
RB-24L
Desarrollado para el entrenamiento de artilleros de B-29 con un sistema remoto de armas instalado en un B-24L.
TB-24L
Igual que el RB-24L, pero con equipamiento adicional de radar.
C-87 Liberator Express
Transportes de pasajeros con acomodación para 20 personas.
C-87A
Transportes VIP con motores R-1830-45 en lugar de los -43 y acomodación de cama para 16 pasajeros.
C-87B
Proyectada variante armada de transporte con armas de morro, torreta dorsal y arma de túnel ventral; nunca producida.
C-87C
Designación de las USAAF/USAF para el RY-3.
XC-109/C-109
Cisternas con equipamiento especializado para ayudar a prevenir explosiones, usados para transportar combustible desde la India a China para apoyar los ataques iniciales de los B-29 contra Japón.
XF-7
Variante de reconocimiento fotográfico desarrollada desde el B-24D.
F-7
Variante de reconocimiento fotográfico desarrollada desde el B-24H; bloque -FO.
F-7A
Variante de reconocimiento fotográfico desarrollada desde el B-24J; tres cámaras en el morro y tres en la bodega de bombas.
F-7B
Variante de reconocimiento fotográfico desarrollada desde el B-24J; seis cámaras en la bodega de bombas.
BQ-8
Una cantidad de B-24D y B-24J desgastados fue convertida en bombas volantes radio controladas para atacar blancos alemanes. Joseph P. Kennedy, Jr. murió en un BQ-8 durante la Operation Anvil (Operación Yunque).

### Variantes de la Armada estadounidense
PB4Y-1
Designación de la Armada aplicada a 976 B-24D, J, L y M navalizados construidos en la fábrica de San Diego de Consolidated, así como a un B-24G construido por North American. Los últimos aviones fueron equipados con una torreta proel ERCO.
PB4Y-1P
Variante de reconocimiento fotográfico del PB4Y-1.
PB4Y-2 Privateer
Un PB4Y desarrollado con una gran aleta simple y otras mejoras y cambios.
P5Y
Versión bimotora propuesta de patrulla del PB4Y-1. No construida.
RY-1
Designación de la Armada estadounidense dada al C-87A.
RY-2
Designación de la Armada estadounidense dada al C-87.
RY-3
Variante de transporte del PB4Y-2.
R2Y
Liberator Liner construido usando un nuevo fuselaje para la Armada estadounidense como avión comercial con 48 asientos.

### Variantes de la British Commonwealth
Todos los aviones podían ser:

Rara fotografía en color de un LB-30A (YB-24) en servicio con la RAF.

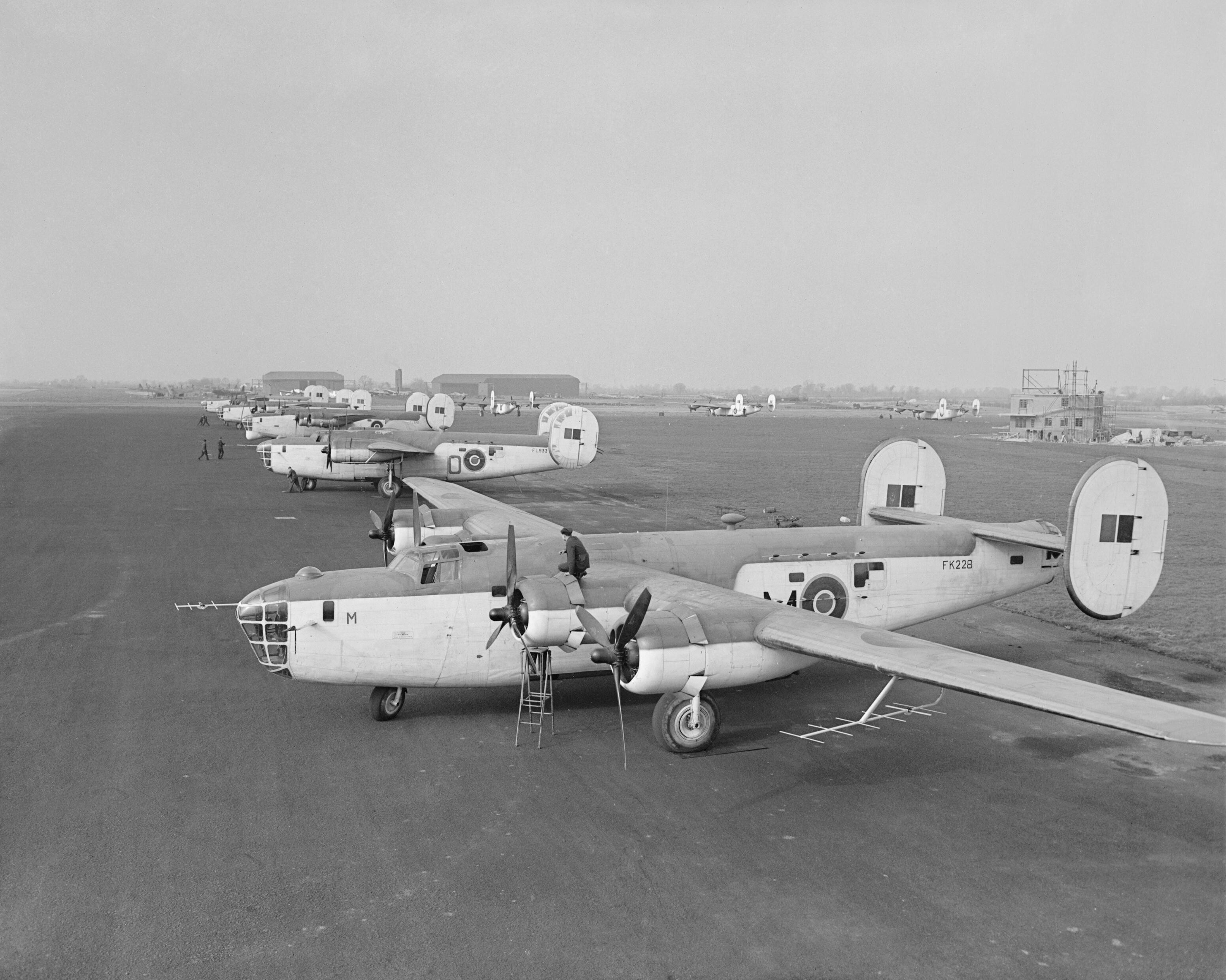
Liberator GR.III del No. 120 Squadron RAF del Mando Costero de la RAF equipados con el ASV Mk. II.

- GR (General Reconnaissance): patrulla marítima.
- B (Bomber): bombardeo.
- C (Cargo): transporte de cargas y personas.

Liberator B Mk I
B-24A, aviones de compra directa para la RAF, 20 construidos. Considerados inadecuados para el combate, algunos reconstruidos como GR.I y usados en escuadrones británicos de patrulla antisubmarina.
Liberator B Mk II
Primer B-24 listo para el combate. Las modificaciones incluían una extensión del morro de tres pies, así como un fuselaje trasero más profundo y plano de cola más ancho. No hubo un equivalente directo de B-24, pero era similar al B-24C, construido para cubrir las especificaciones británicas con equipamiento y armamento británicos. Una pequeña serie de B Mk II fue reconstruida como transportes, siendo designada LB-30 por las USAAF. 165 construidos.
Liberator B Mk III
Variante del B-24D con una única ametralladora Browning de 7,7 mm en el morro, dos en cada posición de cadera, y cuatro en una torreta Boulton Paul (similar a las de otros bombarderos pesados británicos contemporáneos como el Halifax), así como otro equipamiento británico. La torreta Martin se retuvo. 156 construidos.
Liberator B Mk IIIA
B-24D del Préstamo-Arriendo con equipamiento y armas estadounidenses.
Liberator B Mk IV
Reservada para el B-24E, pero no hay evidencia de que la RAF realmente recibiera alguno.
Liberator B Mk V
B-24D modificada con capacidad extra de combustible a costa de blindaje, con el mismo armamento del Liberator Mk III.
Liberator B Mk VI
B-24H en servicio con la RAF equipado con torretas de cola Boulton Paul, pero reteniendo el resto del armamento.
Liberator B Mk VIII
Designación de la RAF para el B-24J.
Liberator GR Mk V
B-24D modificado por el Mando Costero de la RAF para la misión antisubmarina con radar de búsqueda y Foco Leigh. Algunos fueron equipados con lanzadores de cohetes de longitud cero, cuatro en cada ala.
Liberator GR Mk VI
Modelo B-24G/H/J usado como avión de reconocimiento general de largo alcance para el Mando Costero de la RAF.
Liberator GR Mk VIII
B-24J modificado por el Mando Costero de la RAF para la tarea antisubmarina.
Liberator C Mk VI
Liberator B Mk VIII convertido para su uso como transporte.
Liberator C Mk VII
Designación británica para el C-87.
Liberator C Mk VIII
Liberator G Mk VIII convertido para su uso como transporte.
Liberator C Mk IX
Designación de la RAF para el RY-3/C-87C.
A finales de la guerra, Liberator de la RAF modificados en Inglaterra para su uso en el sureste de Asia tenían el sufijo "Snake" (Serpiente) pintado a plantilla debajo del número de serie para darles prioridad a través del Mediterráneo y Oriente Medio.

## Operadores
Alemania
- Luftwaffe: aviones capturados.

 Australia
- Real Fuerza Aérea Australiana

 Brasil
 Canadá
- Real Fuerza Aérea Canadiense

 República de China
 Checoslovaquia
- Fuerza Aérea Checa en el exilio.

 Estados Unidos

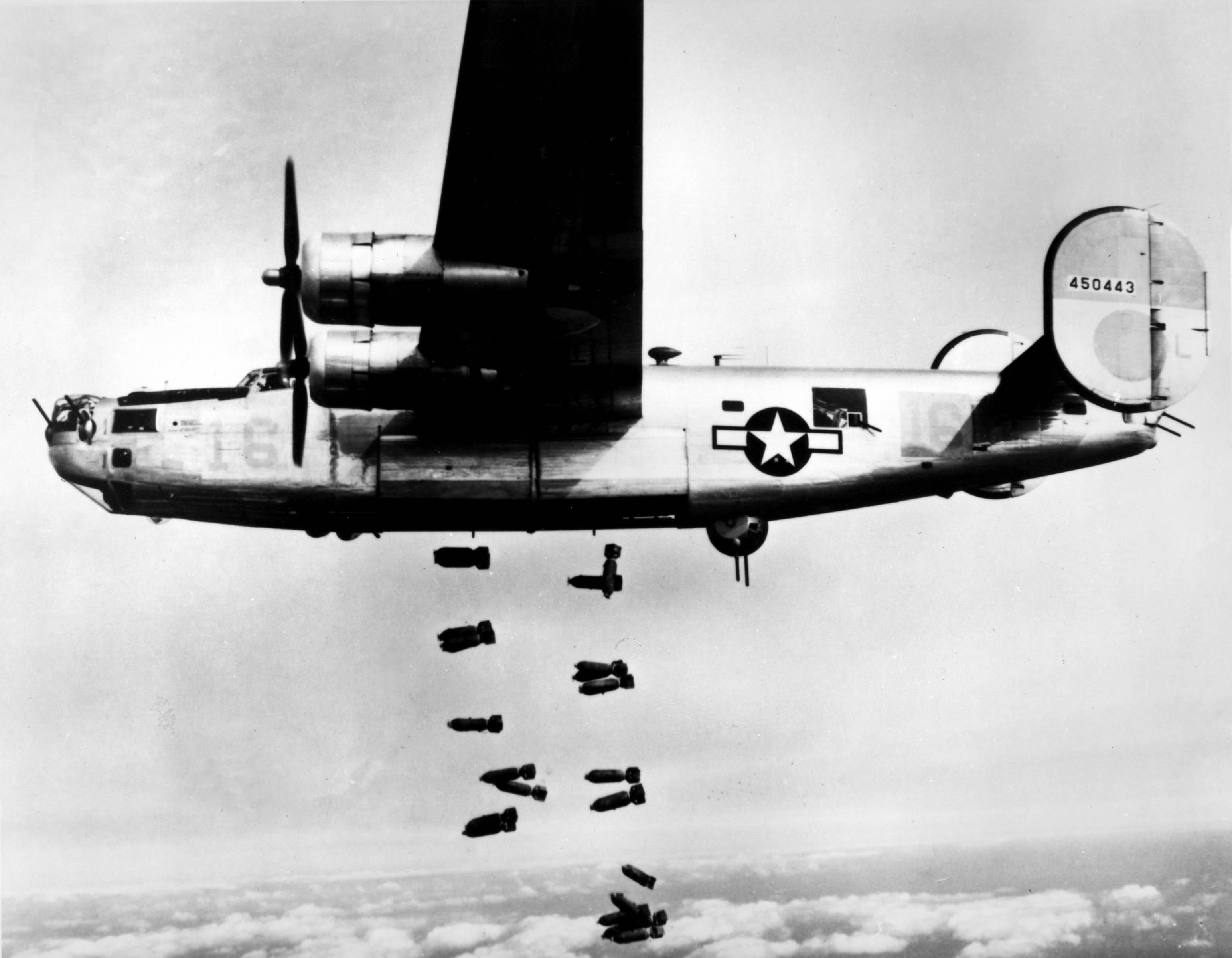
Un B-24M de la 15.ª Fuerza Aérea estadounidense libera sus bombas sobre la terminal ferroviaria en Mühldorf, Alemania, el 19 de marzo de 1945.

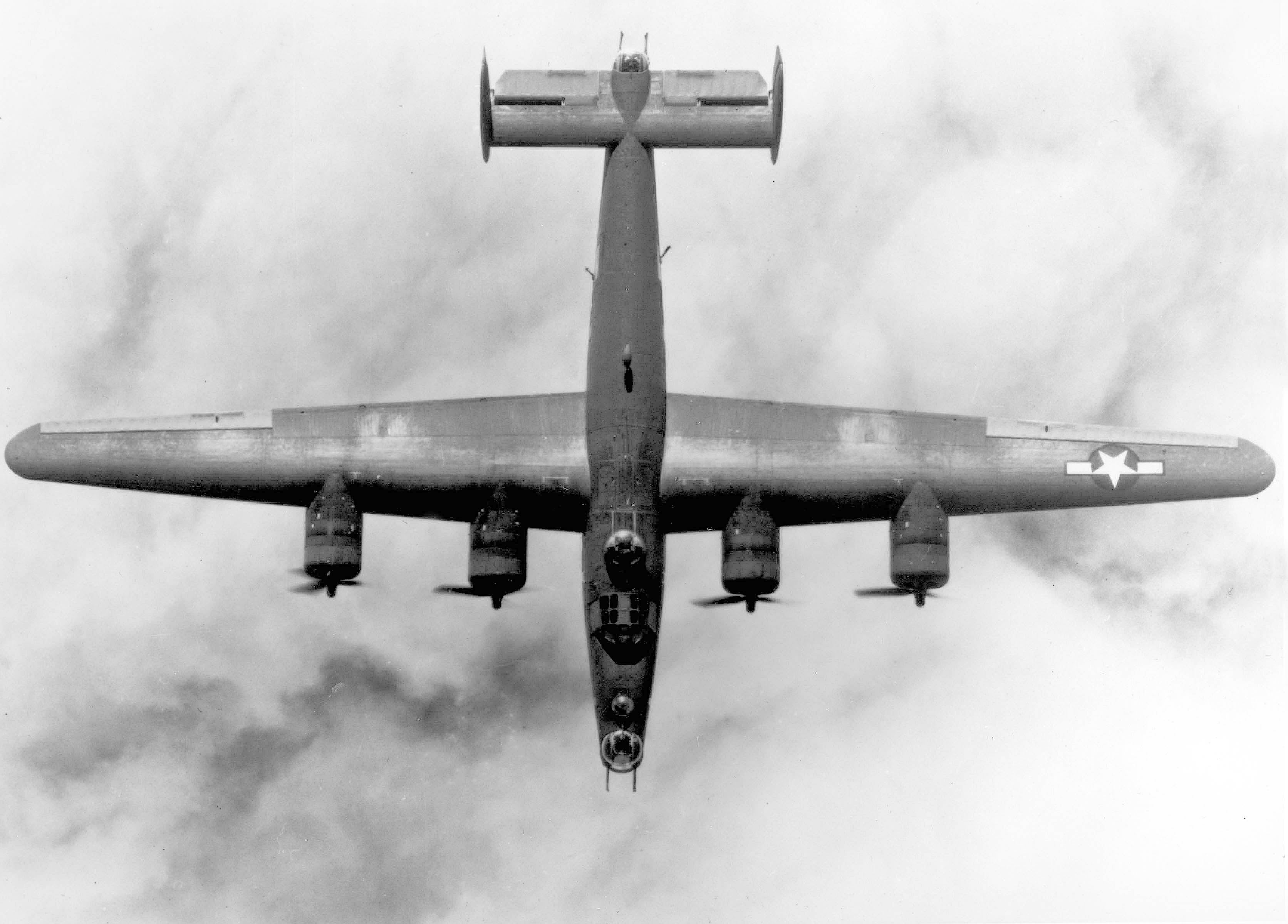
Un B-24 fotografiado desde arriba.

- Fuerzas Aéreas del Ejército de los Estados Unidos

 India
 Italia
- Regia Aeronautica: aviones capturados.

 Nueva Zelanda
- Real Fuerza Aérea Neozelandesa

 Países Bajos
- Servicio de Aviación Naval Neerlandés

 Polonia
- Fuerza Aérea Polaca en el exilio.

 Portugal
 Reino Unido
- Royal Air Force

 Sudáfrica
- Fuerza Aérea Sudafricana

 Turquía
 Unión Soviética

## Especificaciones (B-24J)
Referencia datos: Quest for Performance

### Características generales
- Tripulación: 8-10
- Longitud: 20,6 m (67,6 ft)
- Envergadura: 33,5 m (109,9 ft)
- Altura: 5,5 m (18 ft)
- Superficie alar: 97,4 m² (1048,4 ft²)
- Peso vacío: 16 590 kg (36 564,4 lb)
- Peso cargado: 25 000 kg (55 100 lb)
- Peso máximo al despegue: 29 500 kg (65 018 lb)
- Planta motriz: 4× motor radial turbosobrealimentado de 14 cilindros en doble estrella refrigerado por aire Pratt & Whitney R-1830.
  - Potencia: 900 kW (1241 HP; 1224 CV) cada uno.
- Hélices: Tripala
- Alargamiento alar: 11,55
- Área de resistencia: 3,95 m²

### Rendimiento
- Velocidad máxima operativa (Vno): 470 km/h (292 MPH; 254 kt)
- Velocidad crucero (Vc): 346 km/h (215 MPH; 187 kt)
- Velocidad de entrada en pérdida (Vs): 153 km/h (95 MPH; 83 kt)
- Alcance: 3400 km (1836 nmi; 2113 mi)
- Alcance en ferry: 6000 km
- Techo de vuelo: 8535 m (28 002 ft)
- Régimen de ascenso: 5,2 m/s (1024 ft/min)
- Carga alar: 256 kg/m² (52,4 lb/ft²)
- Potencia/peso: 144 W/kg

### Armamento
- Ametralladoras: 

  - 10x Browning M2 de 12,7 mm (.50), ocho de ellas en cuatro torretas (frontal, dorsal, ventral y de cola) y las otras dos sobre afustes laterales (una hacia cada lado)
- Bombas: 

  - Corto alcance (643,74 km): 3900 kg de bombas
  - Largo alcance (1287,48 km): 2300 kg de bombas
  - Muy largo alcance (1931,21 km): 1200 kg de bombas

## Aeronaves relacionadas

### Desarrollos relacionados
- Consolidated B-32 Dominator
- Consolidated C-87 Liberator Express
- Consolidated C-109 Liberator Express
- Consolidated PB4Y-2 Privateer
- Consolidated XB-41 Liberator
- Consolidated Liberator I
- Consolidated R2Y

### Aeronaves similares
- Focke-Wulf Fw 200
- Heinkel He 177
- Junkers Ju 290
- Boeing B-17 Flying Fortress
- Piaggio P.108B
- Avro Lancaster
- Handley Page Halifax
- Short Stirling
- Vickers Warwick
- Petlyakov Pe-8

### Secuencias de designación
- Secuencia Numérica (interna de Consolidated): ← 29 - 30 - 31 - 32 - 33 - 34 - 36 →
- Secuencia NA-_ (interna de North American): ← NA-92 - NA-93 - NA-94 - NA-95 - NA-96 - NA-97 - NA-98 -- NA-115 - NA-116 - NA-117 - NA-118 - NA-119 - NA-120 - NA-121 - NA-122 - NA-123 - NA-124 - NA-125 - NA-126 - NA-127 - NA-128 →
- Secuencia B-_ (Bombarderos del USAAC/USAAF/USAF, 1926-1962): ← XB-21 - XB-22 - B-23 - B-24 - B-25 - B-26 - XB-27 →
- Secuencia F-_ (Aviones de Reconocimiento del USAAC/USAAF/USAF (Prefijo F-), 1930-1948): ← F-4 - F-5 - F-6 - F-7 - F-8 - F-9 - F-10 →
- Secuencia AT-_ (Entrenadores Avanzados del USAAC/USAAF, 1925-1948): ← AT-19 - AT-20 - AT-21 - AT-22 - AT-23 - AT-24
- Secuencia BQ-_ (Aviones no tripulados de las USAAF (bombas controlables, 1942-1945)): ← BQ-5 - BQ-6 - BQ-7 - BQ-8
- Secuencia PB_Y (Bombarderos de Patrulla de la Armada estadounidense, 1935-1962 (Consolidated, 1926-1954)): PBY - PB2Y - PB3Y - PB4Y-1 - PB4Y-2